# Débat sur les bombardements d'Hiroshima et de Nagasaki

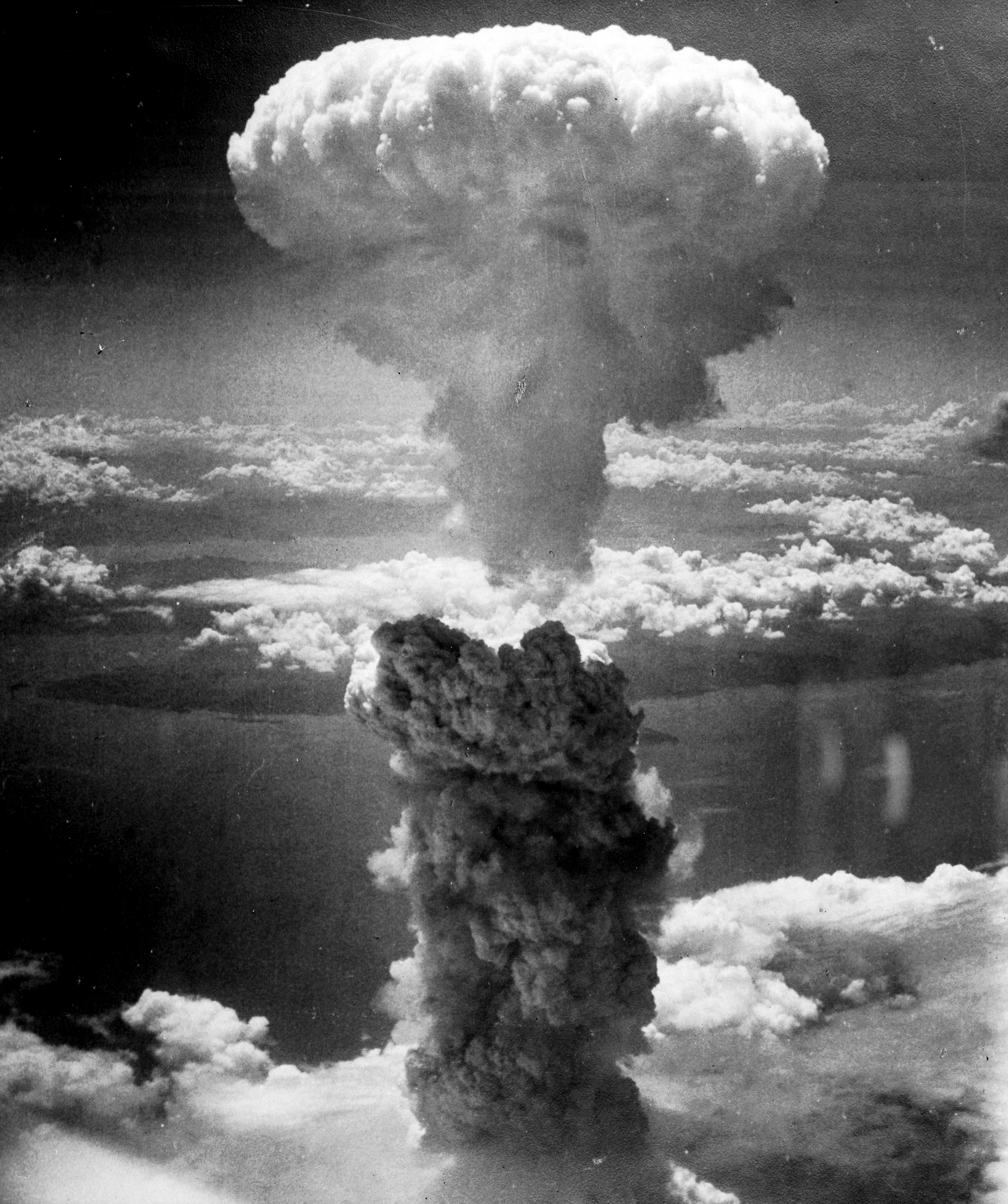
Champignon atomique de l'explosion nucléaire de Nagasaki.

Le débat sur les bombardements d'Hiroshima et de Nagasaki porte sur les justifications militaires et pragmatiques ainsi que sur les controverses morales et juridiques entourant la décision par les États-Unis d'utiliser l'arme nucléaire sur Hiroshima puis sur Nagasaki les 6 et 9 août 1945, à la fin de la Seconde Guerre mondiale.
Les défenseurs de ces bombardements atomiques déclarent qu'ils ont entraîné la capitulation japonaise et ont ainsi évité aux deux bords de lourdes pertes qu'auraient provoqué l'invasion terrestre du Japon et la prolongation de la guerre. Le pouvoir américain pensait également que le Japon ne capitulerait qu'à l'issue d'une écrasante démonstration de pouvoir de destruction.
Les opposants avancent que ces deux bombardements étaient inutiles, d'un point de vue militaire, et immoraux, et qu'ils relèvent du crime de guerre.

Le premier diplomate français à visiter Hiroshima, six mois après les faits, Francis Lacoste, écrit dans un rapport en date du 8 février 1946 : 

« Il n'y aura sans doute jamais de fin aux discussions qui se sont ouvertes sur la sagesse ou la folie dont le gouvernement américain a fait preuve en appliquant la découverte [...] aux fins militaires. »

## Positions favorables aux bombardements atomiques
Le 25 juillet 1945, à l'issue de la conférence de Potsdam, le président des États-Unis Harry S. Truman (en poste depuis quelques mois après la mort de Roosevelt en avril), le premier ministre britannique Winston Churchill et le président du gouvernement nationaliste chinois Tchang Kaï-chek définissent les conditions de la reddition de l'empire du Japon. Cet ultimatum menace le Japon de « rapide et complète destruction » en cas de non reddition.

### Les bombardements étaient préférables à une invasion
« Des voix font valoir que la bombe n'aurait jamais dû être utilisée. Je ne peux pas m'associer à de telles idées. […] Je suis surpris que des personnes dignes d'intérêt, mais qui dans la plupart des cas n'avaient pas l'intention de se rendre elles-mêmes sur le front japonais, adoptent la position selon laquelle nous aurions dû sacrifier un million d'Américains et un quart de million de vies britanniques, plutôt que de lancer cette bombe. »

— Winston Churchill, chef de l'opposition, dans un discours à la Chambre des communes, août 1945.

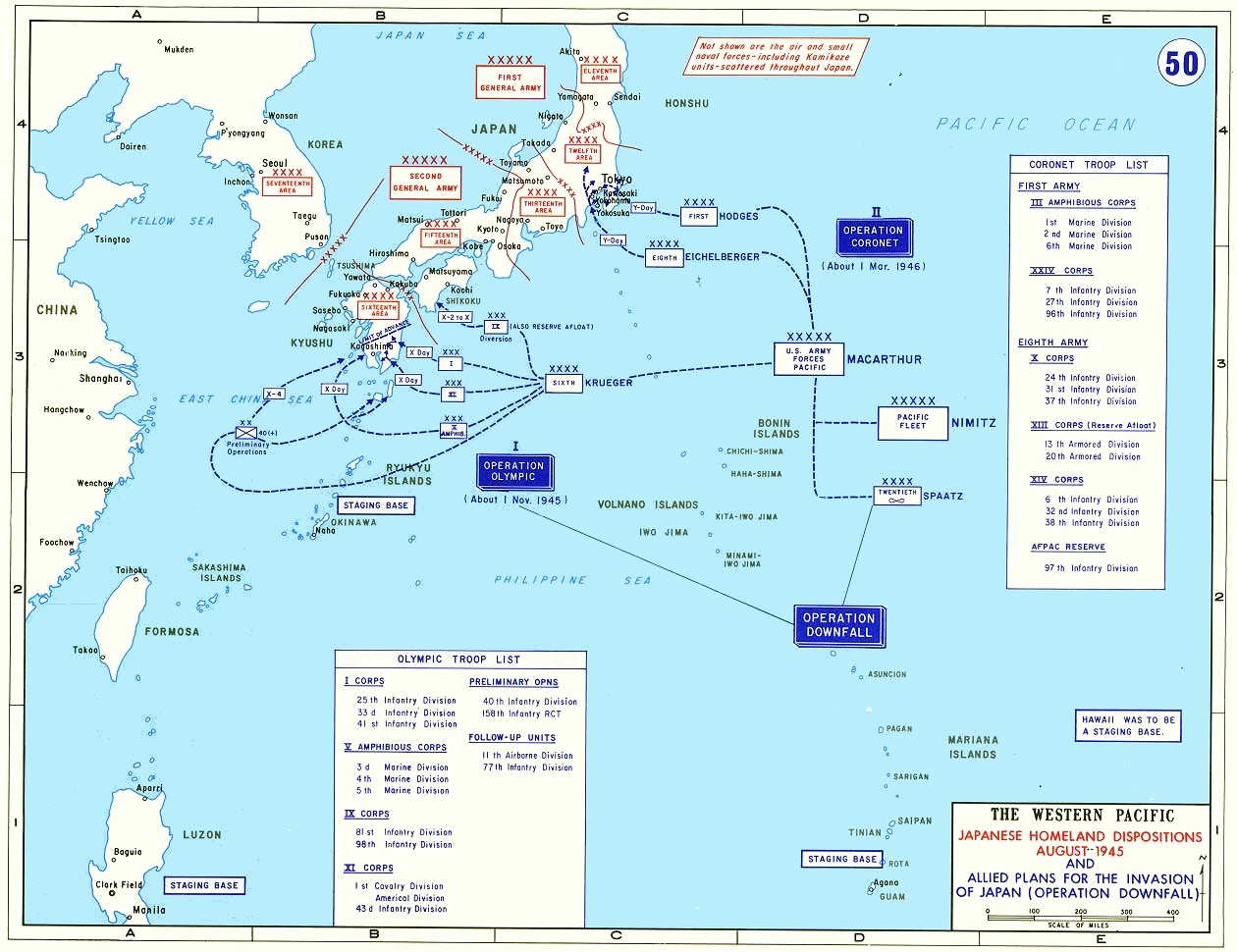
Une carte représentant les forces terrestres japonaises et américaines (mais non les autres Alliés) devant prendre part à la bataille terrestre pour le Japon. Deux débarquements étaient prévus :
(1) Olympic, l'invasion de l'île du sud, Kyūshū,
(2) Coronet, l'invasion de l'île principale, Honshū.

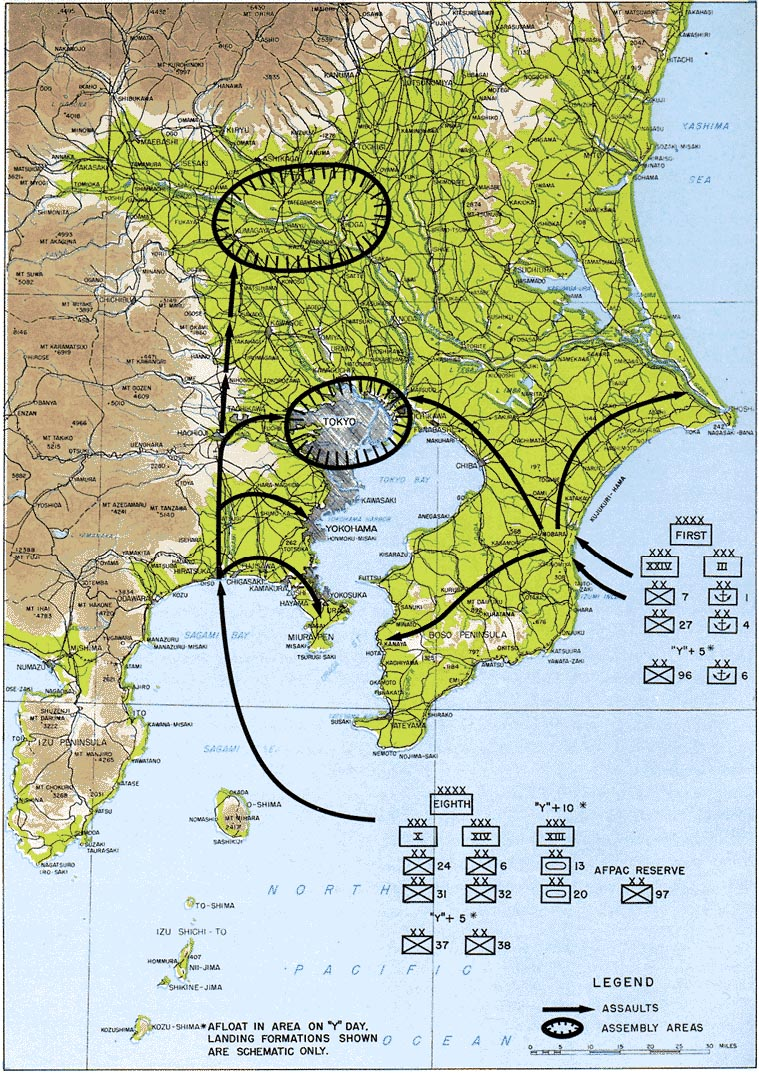
L'opération Coronet, planifiée pour mars 1946, prévoyait de prendre Tokyo avec le débarquement de 25 divisions, à mettre en rapport avec les 12 divisions du D-Day.

Ceux qui plaident en faveur de la décision de lâcher les bombes atomiques pensent que des pertes massives des deux côtés se seraient produites durant l'opération Downfall, l'invasion programmée du Japon. Il était prévu que le gros des forces envahissant le Japon seraient américaines et que le Commonwealth britannique contribuerait avec trois divisions (une de Grande-Bretagne, une du Canada et une d'Australie),.
Les États-Unis prévoyaient des pertes élevées pendant l'opération Downfall : entre 250 000 et 1 000 000 d'hommes selon les informations données au président Truman en 1953. Le sous-secrétaire d'État à la Marine Ralph Bard (en), un membre du Comité intérimaire sur les questions atomiques, a déclaré avoir discuté de l'usage de la bombe dans un contexte de pertes massives militaires et civiles pendant l'invasion lors d'un entretien avec Truman durant l'été 1945. 1 000 000 soldats alliés auraient pu y trouver la mort. Bard s'oppose à l'utilisation de la bombe sans avertissement préliminaire, et ne peut pas être accusé d'avoir exagéré les pertes pour justifier son usage. Son récit est une preuve que Truman avait connaissance de ces faits et que les responsables du gouvernement ont discuté de la possibilité de très lourdes pertes.
Dans un dossier préparé pour Truman le 18 juin (JWPC 369/1), le comité mixte d'études de guerre estime des pertes de 250 000 hommes. Des documents de la bibliothèque de Truman montrent qu'une ébauche initiale de réponse à la question posée a vu le général Marshall estimer que « le quart d'un million serait le minimum. » L'expression « jusqu'à un million » avait été ajoutée à l'ébauche finale par l'équipe de Truman pour ne pas apparaître en contradiction avec une déclaration faite plus tôt dans un article publié par Henry Stimson, secrétaire d'État à la guerre. Dans une étude réalisée par l'état-major des armées en avril 1945, les chiffres de 7,45 blessés pour 1 000 hommes/jour et de 1,78 décès pour 1 000 hommes/jour étaient développés. Ces évaluations impliquent que les deux campagnes prévues pour la conquête du Japon auraient causé 1,6 million de victimes américaines, dont 380 000 décès. Une étude postérieure du comité mixte d'études de guerre, JWPC 369/1, 15 juin 1945, qui a fourni des renseignements de planification à l'état-major des armées, avait estimé qu'une invasion du Japon aurait pour conséquence 40 000 morts américains et 150 000 blessés. Remise le 15 juin 1945 après des renseignements obtenus lors de la bataille d'Okinawa, l'étude avait noté les défenses inadéquates du Japon à la suite du très efficace blocus maritime et de la campagne américaine de bombardements incendiaires. Les généraux George C. Marshall et Douglas MacArthur avaient signé des documents approuvant l'estimation du Comité mixte d'études de guerre.
Outre les pertes militaires chez les alliés, un grand nombre de pertes militaires et civiles combattantes chez les japonais étaient prévues en cas de débarquement et d'invasion terrestres. Les plus récentes estimations du nombre de morts japonais vont de plusieurs centaines de milliers à pas moins de dix millions. L'état-major du général MacArthur avait fourni une estimation du nombre de morts américains en fonction de la durée de l'invasion, et avait également fourni une proportion de 22 Japonais tués pour un Américain. Sur cette base, on peut calculer un chiffre avoisinant 200 000 morts japonaises pour une invasion courte de deux semaines, et près de 3 millions de morts si les combats avaient duré plus de quatre mois. Une estimation très largement reprise faisant état de 5 à 10 millions de morts japonais a été faite par William Shockley et Quincy Wright (en) ; le sous-secrétaire à la Guerre John McCloy a repris le premier chiffre, le qualifiant de consensuel. Environ 400 000 morts japonais supplémentaires auraient été déplorés en cas d'invasion soviétique de Hokkaidō, la plus septentrionale des îles japonaises, bien que les Soviétiques ne disposaient pas de la puissance navale nécessaire à l'invasion de l'archipel japonais, sans même parler d'envahir Hokkaidō. Un site de l'Air Force Association rapporte qu'à l'époque on rapportait que « des millions de femmes, de vieillards, de garçons et de filles avaient reçu un entraînement pour résister [aux forces d'invasion], y compris en utilisant des lances de bambou, ou bien se ceinturant d'explosifs pour se jeter sur les tanks en marche». L'AFA note que « le gouvernement japonais avait avalisé une mesure étendant la conscription aux hommes âgés de 16 à 60 ans, et aux femmes de 17 à 45 ans (ce qui aurait fourni 28 millions de soldats supplémentaires) ».
Ceux qui font l'apologie de la solution nucléaire renvoient également à une directive du ministère de la guerre japonais datant du 1er août 1944, ordonnant l'exécution des prisonniers de guerre, « lorsqu'un soulèvement massif ne peut être maîtrisé sans recours aux armes à feu » ou lorsqu'un camp de prisonniers se serait retrouvé en zone de combat, « transformant ceux qui parvenaient à s'échapper du camp en force hostile ».
Les nombreuses pertes subies lors de la bataille d'Iwo Jima et sur d'autres îles du Pacifique avaient donné aux dirigeants américains une idée assez claire des pertes auxquelles il fallait s'attendre en cas d'invasion de l'archipel japonais. Sur les 22 060 Japonais retranchés à Iwo Jima, 21 844 étaient morts à la suite des combats ou d'un suicide rituel. Seuls 216 furent capturés dans la bataille. Selon le site officiel de la bibliothèque du département de la Marine, « l'assaut de 36 jours [d'Iwo Jima)] déboucha sur plus de 26 000 victimes américaines dont 6 800 morts et 19 217 blessés,». Dans le cas de la bataille d'Okinawa qui s'étala sur 82 jours du début du mois d'avril 1945 à la mi-juin 1945, on déplora parmi les forces engagées comprenant 5 divisions de l'armée et 2 divisions de marines, près de 62 000 victimes américaines, dont 12 000 morts ou disparus.
L'armée américaine avait frappé 500 000 Purple Heart (médailles le plus souvent décernées à titre posthume et récompensant la bravoure ou une blessure au combat) en prévision des pertes lors de l'invasion programmée du Japon. À l'heure actuelle, la totalité des pertes américaines dans les 60 années qui ont suivi la fin de la Seconde Guerre mondiale - guerres de Corée et du Viêt-Nam incluses - n'a pas dépassé ce chiffre. En 2003, 120 000 de ces Purple Heart étaient encore en stock. En raison du grand nombre de médailles disponibles, les unités en opération en Afghanistan et en Irak avaient sous la main des Purple Heart immédiatement disponibles pour récompenser les soldats blessés sur le terrain.

### La fin accélérée de la guerre a sauvé la vie de civils
Les partisans du bombardement soutiennent également que la prolongation de la guerre aurait coûté des vies civiles en Asie et au Japon.
« Pour la seule Chine, selon le chiffre retenu pour le nombre total de pertes chinoises, pour chacun des 97 mois entre juillet 1937 et août 1945, entre 100 000 et 200 000 personnes mouraient, la plupart n'étant pas des combattants. Pour les autres pays d'Asie, la moyenne s'établissait probablement en dizaines de milliers par mois, mais les chiffres étaient en fait certainement plus élevés en 1945, notamment en raison des nombreuses morts dues à la famine au Viêt-Nam. L'historien Robert P. Newman a déduit que chaque mois prolongeant la guerre en 1945 aurait provoqué la mort de 250 000 personnes, la plupart asiatiques, mais aussi occidentales. »
La fin de la guerre permit la libération de millions de personnes travaillant dans des conditions pénibles, sous le coup d'un enrôlement forcé. Dans les Indes néerlandaises, il y eut « un enrôlement forcé d'environ 4 millions de romusha (travailleurs manuels). D'autres estimations portent ce chiffre jusqu'à 10 millions. Près de 270 000 romusha furent envoyés dans les îles orientales de l'Indonésie et dans les territoires d'Asie du Sud-Est contrôlés par les Japonais, où ils furent ajoutés aux autres Asiatiques dans des projets de génie militaire.
Le seul bombardement incendiaire de Tokyo avait tué près de 100 000 Japonais,,,, de manière directe ou indirecte, depuis février 1945. Étant donné que l'USAAF (forces aériennes de l'armée américaine durant la guerre) voulait utiliser ses bombes sur des villes jusque-là épargnées pour obtenir des données précises sur les dommages dus à l'utilisation du nucléaire, Kokura, Hiroshima, Nagasaki et Niigata furent tenues à l'écart des bombardements conventionnels. Sinon, elles auraient, elles aussi, subi des bombardements incendiaires. Des bombardements conventionnels auraient été maintenus ou intensifiés en prélude à l'invasion. Le blocus sous-marin, ainsi que l'opération de minage de l'USAAF, l'Opération Famine, avaient de fait asphyxié les importations japonaises. Une opération complémentaire visant les chemins de fer japonais était sur le point d'être mise à exécution, qui aurait isolé les villes méridionales de Honshū de toute nourriture produite ailleurs dans l'archipel. « Juste après la défaite, certains estimaient que 10 millions de personnes allaient probablement mourir de faim, » a fait remarquer l'historien Daikichi Irokawa.
Pendant ce temps, les combats se poursuivaient aux Philippines, en Nouvelle-Guinée et à Bornéo, et des offensives étaient prévues pour septembre en Malaisie et dans le sud de la Chine. L'invasion soviétique de la Mandchourie, dans la semaine précédant la reddition, avait causé plus de 80 000 morts.
En septembre 1945, à la suite d'un visite quartier général de MacArthur à Tokyo, le physicien nucléaire Karl Compton qui avait pris part au projet Manhattan, a rédigé un article pro-domo, résumant ses conclusions comme suit :
« Si la bombe atomique n'avait pas été utilisée, les éléments que j'ai cités prouvent de façon quasi-certaine qu'il y aurait eu bien plus de destruction et de morts, pendant des mois, sur une très large échelle. »
Le juge philippin Delfin Jaranilla, membre du tribunal de Tokyo, écrivit dans son jugement : « Si la fin justifie les moyens, alors l'utilisation de la bombe atomique est justifiée car elle a mis le Japon à genoux et a mis fin à l'horrible guerre. Si la guerre s'était prolongée, sans faire usage de la bombe atomique, combien de milliers et de milliers d'hommes, de femmes et d'enfants sans défense auraient souffert et péri sans la moindre nécessité ? »
Lee Kuan Yew, l'ancien premier ministre de Singapour a ajouté : « [Les Japonais] ont (...) montré envers leurs ennemis une cruauté et un sadisme à l'égal des Huns. Gengis Khan et sa horde n'auraient pu faire montre de moins de pitié. Je n'ai aucun doute sur le fait que les deux bombes atomiques sur Hiroshima et Nagasaki étaient nécessaires. Sans elles, des centaines de milliers de civils en Malaisie et à Singapour, et des millions au Japon même, auraient péri. »

### Contexte d'une guerre totale

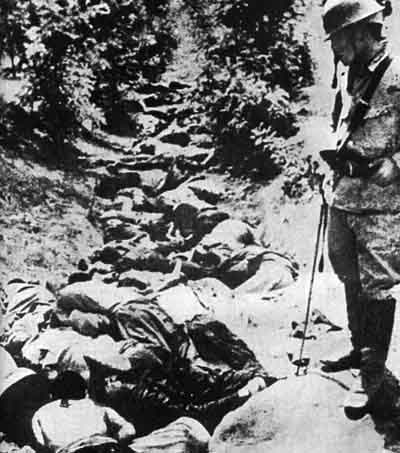
Civils chinois massacrés durant la campagne de guerre totale du Japon, à Xuzhou.

Les partisans des bombardements ont avancé que le gouvernement japonais avait promulgué une loi de mobilisation générale de l'État dans l'optique d'une guerre totale, en ordonnant à de nombreux civils (femmes et enfants compris) de travailler dans les usines et l'administration militaire afin de contrer une éventuelle force d'invasion. Le Père John A. Siemes, professeur de philosophie contemporaine à l'Université Catholique de Tokyo et témoin oculaire du bombardement atomique d'Hiroshima a écrit :
« Nous avons débattu entre nous de la question de l'éthique dans l'utilisation de la bombe... Il me semble logique qu'un partisan du principe de la guerre totale ne peut récriminer contre la guerre menée contre les civils. »
Cette opinion a été contestée en 1963, à la suite d'un arrêt du tribunal d'instance de Tokyo :
« En conséquence, il est erroné de conclure à la disparition de toute distinction entre objectifs militaires et non-militaires en raison d'une guerre totale. »
Les partisans des bombardements ont mis en avant l'importance stratégique des objectifs. Hiroshima servait de quartier général à la Cinquième Division et la Deuxième Armée, laquelle coordonnait la défense du Japon méridional, avec 40 000 militaires en faction dans cette ville. Hiroshima était un centre de communication, un point de rassemblement pour les troupes, un centre de stockage et possédait également de nombreuses usines. Nagasaki était une ville de première importance en temps de guerre, en raison de l'étendue de ses activités industrielles, comprenant la production d'artillerie, de navires, d'équipement militaire ainsi que d'autres biens nécessaires à la guerre.
Le 30 juin 2007, le ministre de la défense Fumio Kyūma déclare que le bombardement atomique du Japon par les États-Unis lors de la seconde guerre mondiale était l'inévitable façon de mettre fin à la guerre. Il ajoute : « J'ai fini par me résoudre à admettre que pour mettre un terme à la guerre, le fait qu'une bombe atomique fût larguée sur Nagasaki et que d'innombrables personnes aient subi une telle tragédie ne pouvait être évité (shikata ga nai). »
Kyuma, originaire de Nagasaki, a dit que le bombardement a engendré de grandes souffrances pour sa ville, mais qu'il n'éprouve pas de colère envers les États-Unis, parce qu'ils ont empêché l'Union soviétique d'entrer en guerre avec le Japon.[précision nécessaire] Les réflexions de Kyuma sont similaires à celles de l'empereur Hirohito, lorsqu'au cours de sa toute première conférence de presse à Tokyo en 1975, et lorsqu'on lui demanda ce qu'il pensait du bombardement d'Hiroshima, il répondit : « Il est éminemment regrettable que des bombes nucléaires aient été lancées, et je le regrette pour les citoyens d'Hiroshima, mais nous n'y pouvions rien (shikata ga nai), car cela se produisait en temps de guerre. »
Tomihisa Taue, maire de Nagasaki, protesta à l'encontre de Kyuma, et le premier ministre Shinzo Abe s'excusa de la remarque de Kyuma auprès des survivants de la bombe A d'Hiroshima. Devant l'indignation suscitée par ses déclarations, Kyuma dut démissionner le 3 juillet.
Au début du mois de juillet, en chemin vers Potsdam, Truman était revenu sur sa décision d'utiliser la bombe. En fin de compte, Truman prit la décision de lancer les bombes atomiques sur le Japon. Son intention explicite était de sauver des vies américaines, de hâter la fin de la guerre en infligeant la destruction et en répandant la peur d'une plus grande destruction suffisamment puissante pour inciter le Japon à se rendre.
Dans son discours au peuple japonais, exposant les raisons pour lesquelles il demandait la reddition, l'empereur pointa tout particulièrement les bombardements atomiques, déclarant que la poursuite des combats se conclurait par : « un effondrement total et l'anéantissement de la nation japonaise. »
Cependant, dans la transcription aux soldats et aux marins, il mit l'accent sur le choc de l'invasion soviétique, éludant toute allusion aux bombardements atomiques.
S'exprimant sur l'utilisation de la bombe atomique, le secrétaire à la guerre de l'époque, Henry L. Stimson, déclara que : « La bombe atomique était plus qu'une arme de destruction à grande échelle ; il s'agissait d'une arme psychologique. »

### Les dirigeants japonais refusaient de se rendre
Certains historiens voient dans les anciennes traditions martiales japonaises une cause prépondérante de la répugnance des militaires japonais à toute idée de reddition. Selon un rapport de l'Air Force :
« Le code japonais du Bushido - la « voie du guerrier » - était profondément implanté. Le concept de Yamato-damashii dotait chaque soldat d'un code strict : ne jamais se laisser capturer, ne jamais craquer, et ne jamais se rendre. La reddition était déshonorante. Chaque soldat était entraîné à se battre à mort, et on attendait de lui qu'il meure plutôt que subir un déshonneur. Les chefs japonais battus préféraient se donner la mort, par le douloureux rituel samouraï du seppuku (appelé hara-kiri en Occident). Les guerriers qui se rendaient n'étaient pas considérés comme dignes d'estime ou de respect. »
Le militarisme japonais s'était aggravé lors de la Grande Dépression, et s'était traduit par d'innombrables assassinats à l'encontre des réformateurs qui avaient tenté de garder les militaires sous contrôle, parmi lesquels Takahashi Korekiyo, Saito Makoto, et Inukai Tsuyoshi. Il en résulta une atmosphère dans laquelle l'opposition à la guerre constituait une entreprise risquée.
Selon l'historien Richard B. Frank :
« L'interception de messages provenant de l'armée et de la marine impériales japonaises révèlent sans le moindre bémol que les forces armées du Japon étaient prêtes à se battre dans une bataille du Jugement Dernier sur le sol de leur Mère Patrie contre une invasion alliée. Les Japonais appelaient cette stratégie l'opération Ketsu Go (opération Décisive). Elle s'appuyait sur le postulat que le moral américain était défaillant, et pouvait être miné par de lourdes pertes en cas d'invasion. Les politiciens américains ne seraient alors que trop heureux de négocier une fin du conflit plus généreuse que la capitulation sans conditions. »
L'histoire du projet Manhattan telle que fournie par le ministère de l'énergie américain donne crédit à cette thèse, affirmant que : « Les chefs militaires du Japon espéraient également que s'ils pouvaient tenir jusqu'au déclenchement de l'invasion terrestre du Japon, ils seraient en mesure d'infliger de telles pertes aux Alliés que le Japon pourrait obtenir une sorte d'arrangement négocié. »
Bien que certains leaders politiques civils aient utilisé des voies diplomatiques officieuses pour parvenir à une paix négociée, ils ne pouvaient pas négocier de reddition ou même d'armistice. Le Japon ne pouvait conclure d'accord de paix en toute légalité qu'avec l'accord unanime du gouvernement japonais, et dans l'été 1945, le conseil militaire suprême (CMS), composé de représentants de l'armée, de la marine et du gouvernement civil, n'avait pu parvenir à un consensus sur la façon de procéder.
Une impasse politique se dessina alors entre les chefs militaires et civils du Japon, avec des militaires de plus en plus déterminés à combattre en dépit du prix à payer et d'un rapport de forces défavorable, et des leaders civils cherchant à négocier la fin de la guerre. Un élément compliquait encore davantage le tableau : aucun gouvernement ne pouvait exister sans représentant de l'Armée Impériale Japonaise. Ce qui signifiait que l'armée ou la marine pouvait bloquer toute décision en provoquant la démission de leur ministre, ce qui leur assurait la prééminence au Commandement des Opérations Spéciales. Début août 1945, le gouvernement était partagé à égalité entre ceux qui préconisaient la fin de la guerre à une condition, celle de la préservation du kokutai [terme complexe recouvrant différents aspects de la dignité nationale japonaise, NdT], et ceux qui insistaient sur trois autres conditions :
1. Confier le désarmement et la démobilisation à l'état-major suprême impérial.
2. Aucune occupation des îles de l'archipel du Japon, de la Corée, ou de Formose [aujourd'hui Taïwan, NdT].
3. Que le jugement des criminels de guerre soit effectué par le gouvernement japonais.

Le groupe des « faucons » rassemblait le général Korechika Anami (leur chef de file), le général Yoshijirō Umezu, et l'amiral Soemu Toyoda. Les « colombes », dirigées par le ministre des affaires étrangères Shigenori Togo réunissaient en outre le premier ministre Kantaro Suzuki et le ministre de la marine Mitsumasa Yonai. Avec l'assentiment exprès de Hirohito, le président du Conseil Privé, Hiranuma Kiichiro, était également membre du conseil impérial. Pour lui, la préservation du kokutai n'impliquait pas seulement les institutions impériales, mais également le règne de l'empereur lui-même.
Le Japon disposait d'un exemple de capitulation sans condition avec celle de l'Allemagne. Le 26 juillet, Truman et les autres chefs alliés - à l'exception de l'Union soviétique (neutre à ce moment-là) - produisirent la déclaration de Potsdam, précisant les termes de la reddition pour le Japon. Selon la déclaration, « la seule autre voie pour le Japon serait celle d'un prompt et total anéantissement. »
Ce ne fut pas accepté, bien que les intentions du Japon fissent l'objet de débats. L'empereur, qui attendait une réponse des Soviétiques aux ballons d'essai pour la paix, ne fit rien pour modifier la position du gouvernement. Dans le documentaire Victory in the Pacific (2005), diffusé dans le cadre de la série American Experience, l'historien américain Donald Miller avance que, dans les jours qui suivirent sa déclaration, l'empereur semblait plus préoccupé de mettre les symboles régaliens en lieu sûr que de « la destruction de son pays ». Ce commentaire s'appuie sur les déclarations de l'empereur à Koichi Kido, les 25 et 31 juillet 1945, lorsqu'il ordonna au Lord Gardien des Sceaux du Japon de protéger « à n'importe quel prix » les symboles régaliens impériaux.
Il a parfois été soutenu que le Japon aurait pu capituler sur la seule assurance que l'Empereur eût été autorisé à rester à la tête de l'État de façon formelle. Des messages de diplomates japonais relatifs à une possible médiation par les Soviétiques - messages interceptés par le système « Magic » et transmis aux dirigeants alliés - ont été ainsi interprétés par des historiens : « Les militaristes au pouvoir insistaient pour que l'ordre militariste traditionnel au Japon, celui selon lequel ils gouvernaient, soit préservé. »
Les 18 et 20 juillet 1945, l'ambassadeur Sato envoya un câble à son ministre des affaires étrangères Togo, préconisant fortement que le Japon accepte une capitulation sans conditions pourvu que les US préservent la Maison Impériale (soit l'Empereur). Le 21 juillet, Togo rejeta cette recommandation en déclarant que le Japon n'accepterait jamais de capituler sans conditions quelles que soient les circonstances. Togo ajouta que « même si la poursuite de la guerre se traduit évidemment par plus de victimes des deux côtés, nous nous défendrons, unis contre l'ennemi si celui-ci exige par la force notre capitulation sans conditions. »,
Ils risquaient en outre la peine de mort pour crimes de guerre s'ils se rendaient. C'est aussi ce qui se passa dans le Tribunal militaire international pour l'Extrême-Orient et dans d'autres tribunaux.
Robert James Maddox professeur d'histoire a écrit :
« Un autre mythe a reçu une large attention, qui voudrait que quelques conseillers militaires de haut rang informèrent plus tard Truman que la bombe serait militairement inutile et/ou immorale. Il n'y a aucune preuve concrète qu'aucun d'entre eux n'ait agi ainsi. Aucun de ces conseillers n'a jamais reconnu l'avoir fait. Un historien imaginatif a bien essayé de le laisser croire, en sélectionnant quelques passages des mémoires de l'amiral Leahy sans relation avec ce point précis. En fait, deux jours après Hiroshima, Truman a dit à ses aides de camp que Leahy avait clamé au dernier moment « qu'il ne fallait pas y aller ».

Ni McArthur ni Nimitz n'ont jamais transmis à Truman le moindre changement d'avis quant à la nécessité d'une invasion ni émis la moindre réserve quant au largage des bombes. Quand McArthur fut informé de l'imminence du largage sur Hiroshima, il réagit en présentant une note sur l'avenir de la stratégie nucléaire, et même après l'explosion il recommandait fermement la poursuite de l'invasion. Nimitz devant juridiquement valider l'usage de la bombe en dernier recours en fut informé début 45. « C'est ce qu'il faut faire », dit-il au messager « mais nous ne sommes qu'en février. Ne peut-on pas avoir la bombe plus tôt ? »
Ce qu'on peut dire à propos des mémoires d'Eisenhower, c'est que le temps qui passe a modifié cet épisode.

Les notes de l'un des aides de camp de Stimson indiquent qu'il y avait un débat au sujet de la bombe mais aucune mention n'est faite de la moindre protestation de la part de Eisenhower. »
Maddox écrit encore :
« Même après que les deux bombes ont été larguées et que la Russie a déclaré la guerre au Japon, des Japonais radicaux s'acharnaient à défendre certaines conditions pour la paix alors que les modérés convenaient qu'il n'y avait aucun intérêt à transmettre aux États-Unis de telles prétentions. Hirohito en personne dut intervenir à deux reprises afin de persuader les partisans de la ligne dure d'abandonner leurs exigences. »
« Qu'ils auraient pu reconnaître la défaite quelques mois plus tôt, avant que ces catastrophes ne frappent, est au minimum une vue de l'esprit. »
Certains affirment que malgré le triple choc causé par l'explosion des deux bombes et l'entrée en guerre de l'URSS, le gouvernement japonais toujours dans l'impasse demeurait incapable de prendre une décision, ce qui en disait long quant au pouvoir du parti de l'armée et de la marine au sein de ce gouvernement, et sur son refus d'envisager toute capitulation. Bien que l'Empereur ait tenté de briser ce blocage pour parvenir à la paix, pas moins de trois tentatives de coups d'état furent fomentées par des officiers supérieurs afin d'empêcher toute reddition, tout en plaçant l'Empereur « en lieu sûr ». Après l'échec de ces complots, des officiers supérieurs de la flotte et de l'aviation donnèrent l'ordre de bombarder et de lancer des attaques de kamikazes contre les vaisseaux américains afin encore d'occulter toute possibilité de paix (quelques-uns de ces généraux prirent physiquement part à ces missions). Il ressort clairement de ces comptes-rendus que si beaucoup de civils au gouvernement savaient la guerre perdue, c'était le pouvoir des militaires dans le gouvernement japonais qui empêchait que, dès avant le largage des deux bombes atomiques, la capitulation n'ait jamais pu être considérée comme une véritable alternative.
D'autres prétendent que c'est la déclaration de guerre par l'URSS, intervenue entre les explosions des deux bombes, qui a provoqué la reddition. Après la guerre, l'amiral Soemu Toyoda a confié : « Je crois que c'est plus l'entrée en guerre de l'URSS que les bombes atomiques qui a précipité la reddition. »
Le Premier ministre Suzuki a lui aussi reconnu que la déclaration de guerre par l'URSS « a rendu la poursuite de la guerre impossible ». Quand il apprit la venue de ce nouvel ennemi par Togo, son ministre des affaires étrangères, Suzuki, répliqua immédiatement « cessons la guerre » et convint d'organiser avec le conseil suprême une réunion à cette fin. Dans l'ouvrage officiel de l'Histoire britannique The war against Japan, on lit que « la déclaration de guerre par l'URSS rappela à tous les membres du conseil suprême que tout espoir de paix négociée s'était évanoui et qu'il n'y avait d'autre alternative que d'accepter les conditions des forces alliées, tôt ou tard. »
La faction « une seule condition » représentée par Togo se saisit de l’événement de la bombe pour justifier son ralliement à la reddition. Koichi Kido, l'un des proches conseillers de l'Empereur affirma : « Nous, partisans de la paix, avons été aidés par l'explosion de la bombe atomique dans notre entreprise de paix. »
Hisatsune Sakomisu, secrétaire en chef du cabinet en 1945, qualifia même la bombe « d'occasion en or offerte par le ciel au Japon pour que cesse la guerre. »
« En outre, l'ennemi a eu recours à une arme nouvelle et des plus cruelles qui soient et dont le pouvoir de destruction est incalculable, ravageant tant de vies innocentes. Si nous continuions à nous battre il en résulterait non seulement l'effondrement et la disparition de la nation japonaise, mais aussi l'extinction de la civilisation humaine.
Dans un tel cas, comment allons-nous sauver nos millions de sujets, comment allons-nous expier face aux esprits sacrés de nos ancêtres impériaux ? C'est la raison pour laquelle nous avons ordonné l'acceptation des dispositions de la déclaration commune des Puissances Alliés. »
— Extraits de la déclaration de reddition par l'Empereur Hirohito, 15 août 1945

### Test nucléaire devant des témoins japonais
Truman estima que l'organisation d'un essai nucléaire en présence de représentants japonais faisait courir un trop grand risque en cas d'échec de l'essai.

## Positions défavorables aux bombardements atomiques

### Action fondamentalement immorale
En 1946 le Conseil fédéral des Églises publie, dans un rapport intitulé « La guerre atomique et la foi chrétienne », les passages suivants : 

« En tant que chrétiens américains, nous sommes profondément contrits par l'utilisation irresponsable d'ores et déjà faite de la bombe atomique. Nous sommes convenus que quel que soit le jugement que l'on porte sur le principe de la guerre, les bombardements sans sommation d'Hiroshima et Nagasaki sont moralement indéfendables. »

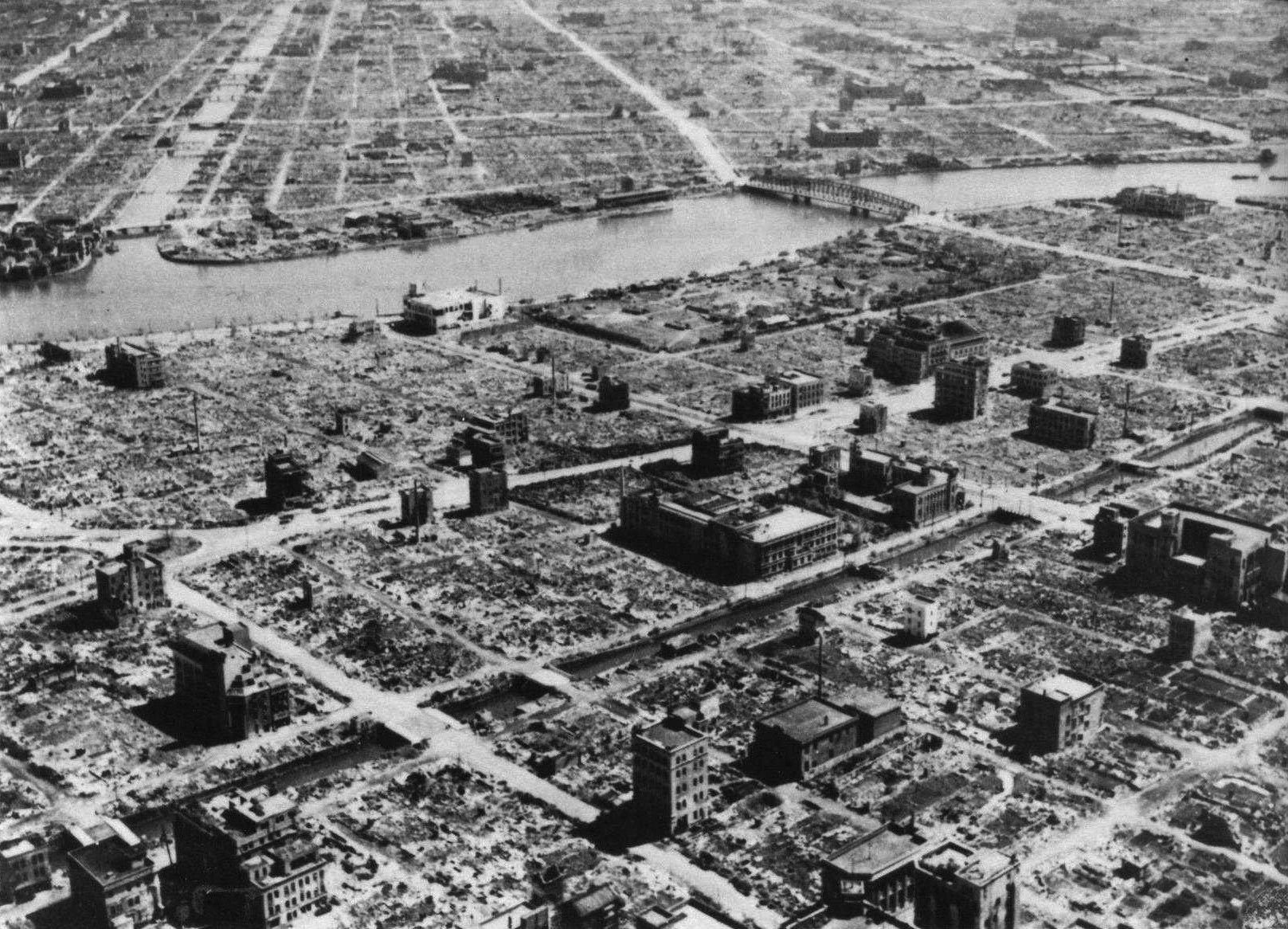
Ce quartier résidentiel de Tokyo est pratiquement anéanti après l'opération « Meetinghouse » de bombardement incendiaire dans la nuit du 9 au 10 mars 1945, ce raid aérien serait le plus meurtrier de toute la Seconde Guerre mondiale causant plus de morts et d'incendies que le bombardement atomique d'Hiroshima ou de Nagasaki.

L'historien américain Gabriel Kolko a dit que les débats concernant la dimension morale des attaques sont malvenus, étant donné que la décision immorale fondamentale avait déjà été prise : 

« En novembre 1944, les B-29 américains commencèrent leurs raids incendiaires sur Tokyo et le 9 mars 1945 larguèrent par vagues successives d'énormes quantités de petites bombes incendiaires contenant une version béta de ce qui deviendra le napalm sur la population de la ville, l'objectif de l'attaque étant les civils. Ces mini-incendies étaient si nombreux qu'en se rejoignant ils se transformaient rapidement en un gigantesque feu qui aspirait l'oxygène des basses couches de l'atmosphère. Pour les Américains ce bombardement fut un "succès" ; en une seule attaque ils avaient tué quelque 125 000 Japonais. À Dresde ou à Hambourg, les Alliés utilisèrent cette même tactique reprise à Nagoya, Osaka, Kobe puis Tokyo encore le 24 mai. La décision morale fondamentale à évaluer pour les Américains pendant la guerre fut de savoir s'ils violaient les conventions internationales de la guerre en attaquant des cibles civiles. Ce dilemme fut résolu en restant dans les limites de l'utilisation des armes conventionnelles. Ni fanfare ni hésitation n'accompagnèrent leur choix, et de fait la bombe atomique contre Hiroshima fut moins meurtrière que les massifs raids incendiaires. La guerre avait tellement traumatisé les gouvernants américains que de brûler d'immenses masses de civils ne leur causait plus aucun embarras au printemps 45. Vu la capacité prévisible de la bombe atomique, jusqu'alors bien moins dévastatrice que celle des raids incendiaires, personne ne s'attendait à ce qu'ils n'en fassent qu'un usage modéré pour mettre fin à la guerre. Seule la technique était nouvelle. Rien d'autre. En juin 1945 la destruction massive de civils par bombardements stratégiques interpella Stimson en tant qu'enjeu moral, mais sitôt pensée sitôt oubliée, et c'est sans autre forme de procès que se détermina l'utilisation américaine des bombes conventionnelles ou atomiques. "Je ne veux pas que les États-Unis acquièrent la réputation de commettre des atrocités pires que celles d'Hitler", fit-il remarquer au président le 6 juin. L'autre difficulté des bombardements conventionnels est leur franc "succès", avec leur efficacité qualitativement équivalente aux bombardements atomiques. Et ce surtout dans l'esprit des militaires. "J'avais un peu peur qu'avant que nous ne soyons prêts l'US Air Force n'ait déjà bombardé si intensément le Japon que la nouvelle arme ne dispose plus d'un environnement assez favorable pour tester sa force", déclara Stimson au président qui en "rit tout en lui assurant qu'il comprenait". »

### Les bombardements atomiques: un crime de guerre
« Nulle part ce sens de responsabilité trouble ne fut plus aigu et nulle part non plus ne fut-il plus débattu que parmi ceux qui ont participé au développement de l'énergie atomique à des fins militaires. [...] Au sens primaire, sans vulgarité ni humour, sans volonté de surenchérir, les physiciens ont connu le péché ; et cette connaissance là ils ne peuvent l'oublier. »
— Robert Oppenheimer, 1947 Arthur D. Petite conférence commémorative
Un grand nombre de personnes et de groupes ont critiqué les bombardements, les considérant comme des crimes de guerre, crimes contre l'humanité et/ou de terrorisme d'État. Parmi eux Albert Einstein, Eugene Wigner, Léo Szilard, qui avaient incité le président Roosevelt à entamer les premières recherches sur la bombe par une lettre commune en 1939. Szilard, qui a joué un grand rôle dans le projet Manhattan déclare :
« Je ne dirais qu'une chose essentiellement sur l'enjeu moral que cela implique : imaginons que l'Allemagne ait fabriqué deux bombes avant que nous en ayons une. Et imaginons que l'Allemagne ait largué une bombe, disons, sur Rochester et l'autre sur Buffalo. Mais que, ne disposant plus de bombe, l'Allemagne ait perdu la guerre. Quelqu'un peut-il douter que nous aurions alors qualifié ce bombardement sur des villes de crime de guerre, et que nous aurions condamné à mort les Allemands responsables de ce crime à Nuremberg pour les pendre ensuite ? »

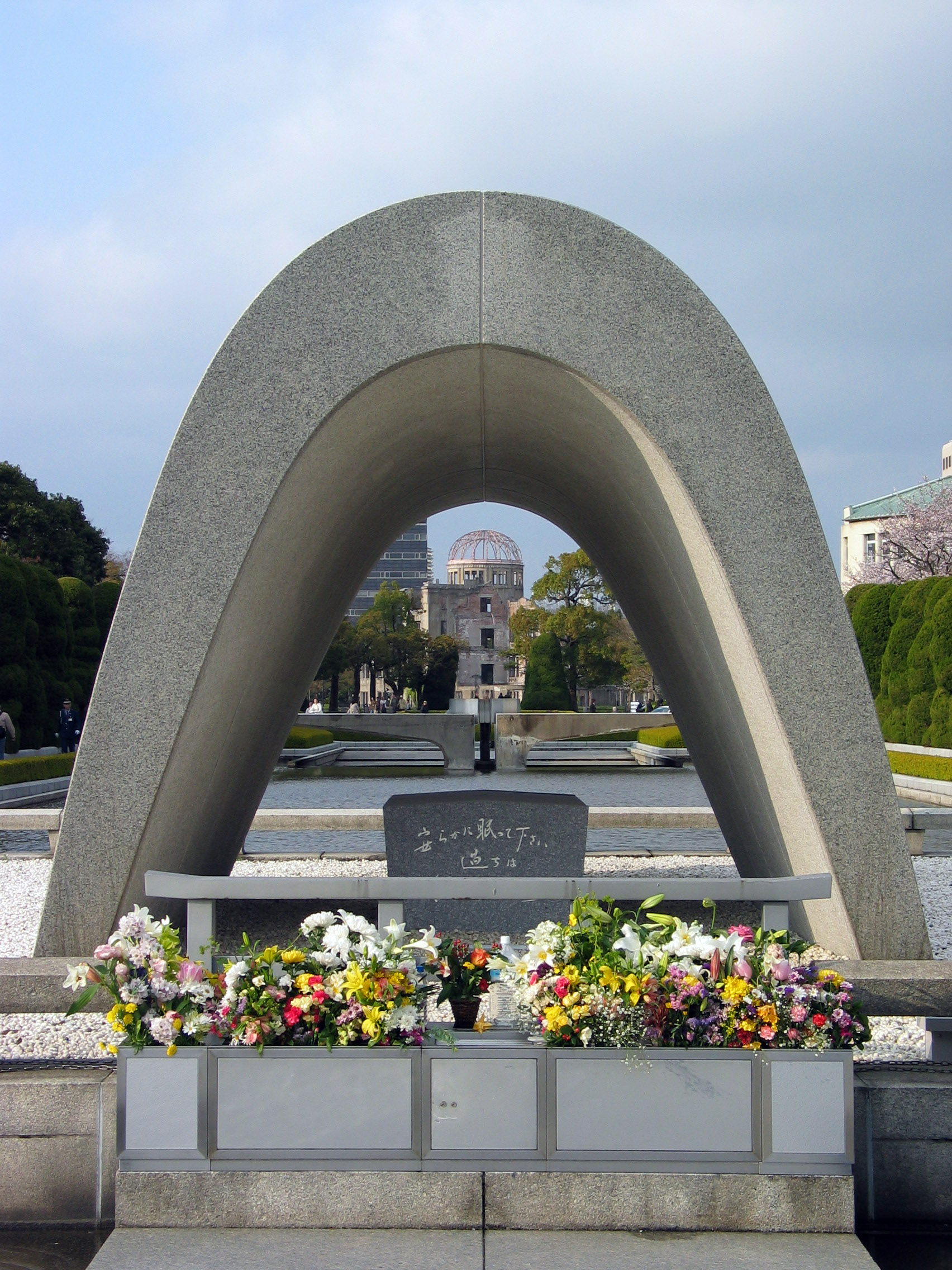
Sur le cénotaphe du parc de la Paix à Hiroshima figure cette phrase : Que toutes les âmes ici reposent en paix, cette faute ne saurait être répétée.

Un certain nombre de scientifiques ayant travaillé au développement de la bombe se sont opposés à son utilisation. Représentés par James Frank, sept scientifiques proposèrent un rapport au comité intérimaire (qui conseillait le président en mai 1945), et qui disait :
« Si les États-Unis devaient être la première nation à employer ce nouveau mode de destruction sans distinction de l'espèce humaine, ils sacrifieraient tout soutien public à travers le monde, précipitant les pays dans une course à l'armement, en hypothéquant toute possibilité de parvenir à un règlement international afin de contrôler de telles armes. »
Mark Selden écrit :
« La critique la plus acerbe et la plus perspicace de l'attitude morale américaine à propos de la bombe et de la justice pendant la guerre fut exprimée par la voix dissidente de Radhabinod Pal, juriste indien au Tribunal des crimes de guerre de Tokyo. Il refusa d'admettre le caractère unique des crimes de guerre japonais. Rappelant les propos du Kaiser Wilhelm II qui évoquait son devoir à conclure rapidement la Première Guerre mondiale : « Tout doit être soumis au feu et au sabre, hommes, femmes et enfants doivent être exterminés, pas un arbre ni une maison ne doivent rester debout. » »
Pal fit la remarque suivante :
« Cette tactique recommandée pour abréger la durée de la guerre a été considérée comme crime de guerre. Dans le cas de la guerre du Pacifique, si un évènement répond au mieux à ce que préconisait le Kaiser ci-dessus, c'est bien l'utilisation de la bombe atomique décidée par les Alliés. Les générations futures jugeront cette terrible décision... Si détruire sans distinction la vie des civils et leurs biens reste illégal en temps de guerre, alors pendant la guerre du Pacifique la décision de lancer la bombe atomique revient exactement à ce que cet empereur allemand a commis puis à ce que firent les nazis lors de la Seconde Guerre mondiale. »
Selden mentionne une autre critique de l'usage de la bombe nucléaire sur le Japon et révèle que le gouvernement des États-Unis l'a censurée pendant 25 ans. Le 11 août 1945 le gouvernement japonais a émis une plainte officielle auprès du département d'état américain via la légation suisse à Tokyo disant :
« Combattants et non-combattants, hommes et femmes, jeunes et vieux ont été massacrés sans discrimination par la pression créée par l'explosion et par la chaleur irradiante qui en résulta. La bombe provoque les effets les plus cruels qu'on n'ait jamais fait subir à l'humanité. Les bombes en question, utilisées par les Américains, de par leur cruauté et leurs effets terrorisants surpassent de loin les gaz ou n'importe quelles autres armes, dont l'utilisation est interdite. Les protestations du Japon contre le mépris de tous les principes de droit international de la guerre par les États-Unis rapprochent l'utilisation de la bombe atomique des bombardements incendiaires antérieurs qui ont massacré les vieilles personnes, les femmes et les enfants, détruisant et brûlant les temples shinto et bouddhistes, les écoles, les hôpitaux, les quartiers résidentiels, etc. Ils utilisent maintenant la nouvelle bombe, qui provoque des effets incontrôlables et cruels plus grands encore que toutes les armes et tous les projectiles jamais connus. Ceci constitue un nouveau crime contre l'humanité et la civilisation. »
Selden conclut que malgré les crimes perpétrés par l'empire japonais il n'en demeurait pas moins que « la plainte des Japonais révélait d'indéniables violations des conventions internationales de guerre telles que la destruction systématique de populations. »
En 1963, les bombardements furent l'objet d'une révision judiciaire du cas Ryuichi Shimoda et al. v. The State. Pour le 22e anniversaire de l'attaque de Pearl Harbour le Tribunal de district de Tokyo refusa de se prononcer sur la légalité des armes nucléaires en général mais déclara :
« Les attaques sur Hiroshima et Nagasaki ont causé tant de souffrances graves et systématiques qu'elles ne peuvent qu'avoir violé les principes les plus élémentaires dans la conduite de la guerre. »
D'après la cour, l'acte de larguer une bombe atomique sur des villes à cette époque relevait du droit international inscrit dans la Convention de La Haye en 1907 et dans le Projet de règlements de la guerre aérienne en 1922-1923 et par conséquent serait illégal.
Le documentaire The Fog of War fait témoigner l'ancien secrétaire d'état à la défense Robert McNamara qui évoque le général Curtis LeMay chargé de transmettre l'ordre présidentiel de larguer la bombe sur le Japon et qui lui déclarait :
« Si nous avions perdu la guerre, nous aurions été poursuivis pour crimes de guerre. Je pense qu'il avait raison. Il, ou plutôt nous, avions agi comme des criminels de guerre. LeMay reconnaissait que ce qu'il avait fait pouvait être jugé comme immoral en cas de défaite. Mais qu'est-ce qui fait que c'est immoral quand vous perdez et moral quand vous gagnez. ? »
En tant que toute première utilisation de l'arme nucléaire, les bombardements d'Hiroshima et de Nagasaki représentent pour certains le franchissement d'une ligne cruciale. Peter Kuznick, directeur des études nucléaires à l'institut de l'American University, écrivit à propos du président Truman : « Il savait qu'il démarrait le processus d'extermination des espèces. » Parlant des bombardements du Japon à Hiroshima et à Nagasaki Kuznick ajoute : « Ce n'était pas seulement un crime de guerre mais un crime contre l'humanité. »
Takashi Hiraoka, maire de Hiroshima et soutien de la cause du désarmement dit lors d'une audition auprès de la cour internationale de La Haye : « Il est évident que l'emploi d'armes nucléaires à l'origine  de meurtre de masse  et  qui ravage les  survivants pendant des décennies est une violation du droit international. »
Iccho Itoh, le maire de Nagasaki, déclara à cette occasion :
« On dit qu'il faudra surveiller les descendants des survivants de la bombe atomique sur plusieurs générations afin de tirer au clair les conséquences génétiques, ce qui signifie que ces descendants devront vivre dans l'angoisse pendant les prochaines [décennies]... avec leur puissance colossale et leur capacité d'extermination et de destruction, les armes nucléaires ne font pas de distinction entre combattants et non-combattants, ou entre infrastructures militaires et bâtiments civils... L'utilisation d'armes nucléaires... constitue par conséquent une violation patente du droit international. »
Bien que les bombardements ne remplissent pas les critères du génocide, certains estiment que ces critères sont trop stricts, et que ces bombardements constituent bien un génocide,. Ainsi, l'historien Bruce Cumings de l'Université de Chicago affirme que la déclaration de Martin Sherwin selon laquelle « le bombardement de Nagasaki fut au mieux gratuit, et au pire génocidaire », fait consensus chez les historiens,.
Spécialiste en sciences politiques, R. J. Rummel propose de remplacer le terme de génocide par ce qu'il nomme démocide, et qui s'appliquerait à la plupart des morts causées par les bombardements atomiques. Sa définition du démocide inclut non seulement le génocide mais aussi le meurtre outrancier de civils durant la guerre au point d'en faire un crime réprimé par les règles qui encadrent les conventions sur la guerre. Il qualifie les bombardements d'Hiroshima et de Nagasaki de crimes de guerre et relevant du démocide. Rummel reprend aussi les termes d'une plainte officielle que le gouvernement américain formula en 1938 contre le Japon qui avait bombardé des villes chinoises : « Le bombardement de populations non-combattantes constitue une violation des lois internationales et humanitaires. » Il dénonce aussi les effets des bombes conventionnelles eu égard au nombre démesuré de morts de civils qu'elles ont causées à Tokyo par exemple, et qu'il qualifie aussi de démocide.
En 1967, Noam Chomsky décrit les bombardements atomiques comme étant « les crimes les plus abjects de l'histoire ». Chomsky dénonce la complicité tacite du peuple américain à propos de ces bombardements, faisant référence à leurs propres expériences amères subies avant l'événement pour expliquer la légitimité accordée à ces crimes.
En 2007, à Hiroshima, un groupe d'intellectuels constitua un organisme officieux appelé « International Peoples' Tribunal sur le largage des bombes atomiques sur Hiroshima et Nagasaki », et qui rendit son verdict le 16 juillet 2007 : « Le Tribunal considère que la nature des dommages causés par les bombes atomiques peut être décrite comme provoquant l'extermination de toute forme de vie ou infligeant une souffrance inutile aux survivants. »
En ce qui concerne la légalité et la morale de cet acte, le tribunal officieux conclut : « L'emploi d'armes nucléaires à Hiroshima et Nagasaki était illégal au regard des principes et règles internationales et humanitaires en vigueur dans les conflits armés, sachant que le bombardement de ces deux villes ciblait essentiellement des civils, employer des armes nucléaires incapables de faire la distinction entre des cibles civiles ou militaires a par conséquent causé d'inutiles souffrances aux civils ayant survécu. »

### Les bombardements étaient militairement inutiles
En 1946 le Conseil de surveillance du bombardement stratégique américain au Japon, dont l'un des membres était Paul Nitze, a constaté que les bombes atomiques ne furent pas nécessaires à la victoire. Pour avoir analysé de nombreux documents et interrogé des centaines de civils japonais et d'officiers supérieurs après guerre, ils en ont rapporté :

« Il y a peu d'intérêt à essayer d'identifier quel élément précis aurait été décisif pour remporter la capitulation sans condition du Japon parmi les nombreux facteurs qui furent, individuellement ou ensemble, responsables du désastre japonais. Le laps de temps, entre le moment de l'impuissance militaire et celui de l'acceptation politique de l'inévitable aurait pu être réduit si la structure du régime avait permis une détermination plus rapide et plus ferme des politiques nationales. Néanmoins, même si les attaques atomiques n'avaient pas eu lieu, la supériorité aérienne sur le Japon aurait pu exercer une pression telle qu'elle aurait permis d'obtenir la reddition sans condition et d'éviter le besoin de l'invasion.
Fondée sur une enquête minutieuse reprenant tous les éléments et appuyée par le témoignage de responsables japonais survivants, l'opinion de ce Conseil est qu'avant le 31 décembre 1945 et probablement avant le 1er novembre, le Japon aurait capitulé même si les bombes atomiques n'avaient pas été larguées, même si la Russie n'avait pas déclaré la guerre au Japon et même sans qu'aucune invasion n'ait été organisée ni même envisagée,. »

Cette conclusion suggère que les raids incendiaires auraient alors continué avec l'engagement d'un nombre accru de B-29, ce qui aurait provoqué encore plus de destruction de villes japonaises et de ses populations,. L'une des sources les plus influentes de Nitze était le Prince Fumimaro Konoe qui, lorsqu'on l'interrogea pour savoir si le Japon aurait capitulé sans ces bombardements atomiques, répondit que la résistance aurait continué jusqu'en novembre voire jusqu'en décembre 1945.
Des historiens comme Bernstein, Hasegawa et Newman ont critiqué Nitze pour sa conclusion qui, d'après eux, allait beaucoup plus loin que les preuves disponibles ne l'autorisaient et ce afin de forger à l'US Air Force une réputation aux dépens de l'US Navy et l'US Army,.
Dwight D. Eisenhower écrivit dans ses mémoires Mes Années à la Maison-Blanche :
« En 1945, le secrétaire d'état à la guerre Stimson, en visite à mon quartier général en Allemagne, m'a informé que notre gouvernement s'apprêtait à larguer une bombe atomique sur le Japon. J'étais l'un de ceux qui ressentaient qu'il y avait un certain nombre de raisons convaincantes de mettre en doute la sagesse d'un tel acte. Durant son exposé des faits significatifs, j'ai ressenti une sensation de dépression, et je lui ai fait part de mes graves appréhensions, d'abord sur la base de ma conviction que le Japon était déjà vaincu et que ce bombardement n'était pas nécessaire, et ensuite parce que je croyais que notre pays devait éviter de choquer l'opinion mondiale par l'usage d'une arme dont l'emploi n'était plus, pensais-je, une mesure obligatoire pour sauver des vies américaines. »
Parmi les autres officiers américains qui n'étaient pas d'accord avec cette nécessité figuraient le général des Armées Douglas MacArthur,, l'amiral de la Flotte William D. Leahy (le directeur de cabinet du président), le brigadier général Carter Clarke (l'officier du renseignement militaire qui préparait les câbles japonais interceptés pour les officiels) et l'amiral de la Flotte Chester W. Nimitz, commandant en chef de la flotte du Pacifique.
« En fait, les Japonais avaient déjà cherché à engager des pourparlers de paix. La bombe atomique n'a joué aucun rôle décisif, d'un point de vue purement militaire, dans la défaite du Japon. »
— Amiral de la Flotte Chester W. Nimitz, commandant en chef de la flotte du Pacifique
« L'utilisation des [bombes atomiques] à Hiroshima et Nagasaki n'a fourni aucune assistance matérielle dans notre guerre contre le Japon. Les Japonais étaient déjà vaincus et prêts à se rendre, du fait du blocus maritime efficace et des bombardements réussis avec des armes conventionnelles... Les possibilités létales de l'armement atomique dans l'avenir sont terrifiantes. Mon sentiment personnel est que, en étant les premiers à l'utiliser, nous avons adopté des normes éthiques communes aux barbares des Âges des Ténèbres. On ne m'a pas enseigné à faire la guerre de cette façon, et les guerres ne peuvent être gagnées en détruisant des femmes et des enfants. »
— Amiral de la Flotte William D. Leahy, chef du cabinet du Président Truman, 1950
Stephen Peter Rosan, de Harvard, croit qu'un blocus sous-marin aurait été suffisant pour forcer le Japon à se rendre.
L'historien Tsuyoushi Hasegawa a écrit que les bombardements atomiques en eux-mêmes n'étaient pas la principale raison de la capitulation du Japon. Au lieu de cela, affirme-t-il, ce fut l'entrée en guerre soviétique le 8 août, permise par la déclaration de Potsdam signée par les autres Alliés. Le fait que l'Union soviétique n'ait pas signé cette déclaration donna au Japon des raisons de croire que les Soviétiques pouvaient demeurer en dehors de la guerre. À la date du 25 juillet, la veille de la publication de la déclaration, le Japon avait demandé à ce qu'une mission diplomatique menée par Konoe se rende à Moscou, dans l'espoir de négocier la paix dans le Pacifique. Konoe était censé apporter une lettre de l'Empereur déclarant :
« Sa Majesté l'Empereur, conscient du fait que la guerre actuelle apporte chaque jour un plus grand mal et sacrifice aux peuples de toutes les puissances belligérantes, aspire en son cœur à ce qu'elle soit rapidement terminée. Mais tant que l'Angleterre et les États-Unis insistent sur une reddition sans condition, l'Empire Japonais n'a d'autre alternative que de combattre de toutes ses forces pour l'honneur et l'existence de la Mère Patrie... Il est dans l'intention personnelle de l'Empereur d'envoyer le Prince Konoe à Moscou comme envoyé spécial... »
La position d'Hasegawa est que, quand l'Union soviétique déclara la guerre le 8 août, cela a anéanti dans les cercles dirigeants du Japon tout espoir que les Soviétiques puissent rester en dehors de la guerre et que les renforts de l'Asie vers les îles japonaises soient possibles dans la perspective d'une invasion. Hasegawa écrivit :
« En nous appuyant sur les éléments disponibles, toutefois, il est clair que les deux bombes atomiques... en elles-mêmes ne furent pas déterminantes pour inciter le Japon à la reddition. En dépit de leur pouvoir de destruction, les bombes atomiques ne constituaient pas un élément décisif pour modifier la diplomatie japonaise. L'élément décisif fut l'invasion soviétique. Sans l'entrée en guerre des Soviétiques, les Japonais auraient continué à se battre, jusqu'à ce que de nombreuses bombes atomiques, le succès d'une invasion de l'archipel, ou des bombardements aériens répétés, combinés à un blocus naval, les en rendent incapables. »

### Les bombardements atomiques: un terrorisme d'État
Les récits historiques pointent le fait que la décision d'utiliser la bombe atomique fut prise afin de provoquer une reddition du Japon par l'usage d'une puissance propre à inspirer la terreur. Ces remarques ont conduit l'historien Michael Walzer à déclarer que cet évènement fut un acte de « terrorisme de guerre : planifier la mort d'un si grand nombre de civils que leur gouvernement soit forcé de se rendre. Hiroshima me paraît être un cas d'école. » Ce type de revendications a finalement poussé l'historien Robert P. Newman, partisan de la bombe, à déclarer : « il peut y avoir un terrorisme légitime, et il peut y avoir des guerres justes ».
Certains universitaires et historiens ont qualifié les attaques nucléaires sur le Japon de « terrorisme d'état ». Cette interprétation s'appuie sur la définition du concept de terrorisme comme étant le fait de « viser des innocents pour atteindre un objectif politique ». Comme le relève Frances V. Harbour, la réunion du Comité d'établissement des cibles à Los Alamos les 10 et 11 mai 1945 proposa de viser de larges bassins de population, comme Kyoto ou Hiroshima, pour un « effet psychologique », et faire en sorte que « la première utilisation soit suffisamment spectaculaire pour que l'importance de cette arme soit reconnue internationalement ». Ainsi, le Pr Harbour avance que le but était de créer la terreur à des fins politiques, au Japon comme au-delà. Cependant, Burleigh Taylor Wilkins croit que ceci étend la définition du « terrorisme » jusqu'à comprendre les actes commis en temps de guerre.
L'historien Howard Zinn a écrit que les deux bombardements constituaient des actes de terrorisme. Il cite le sociologue Kai Erikson, qui avait affirmé que ces bombardements ne pouvaient être qualifiés de « combats » dans la mesure où ils ciblaient des civils. Le théoricien de la Guerre Juste, Michael Walzer, dit que si le fait de tuer des civils pouvait être justifié en cas « d'extrême nécessité », l'état de la guerre à ce stade ne constituait en aucune manière une telle nécessité.
Tony Coady, Frances V. Harbour et Jamal Nassar ont également considéré que le fait de prendre des civils pour cible lors des bombardements était une forme de terrorisme. Nassar range les bombardements atomiques dans la catégorie « terrorisme », à l'instar des bombardements de Tokyo et de Dresde, ou de l'Holocauste.
Richard A. Falk, professeur émérite de droit international à l'université de Princeton, a publié de manière détaillée sur Hiroshima et Nagasaki en tant qu'exemples de terrorisme d'état. Il a déclaré que « la fonction explicite de ces attaques était de terroriser les populations par un massacre de masse, et de mettre leurs dirigeants face à la menace de l'anéantissement de leur nation ».
L'auteur Steven Poole a déclaré que les « victimes du terrorisme » ne sont pas les cibles visées par l'effet de terreur prévu. Il a dit que les bombes atomiques étaient « conçues comme une horrible démonstration », visant Staline et le gouvernement japonais.
Alexander Werth, historien et correspondant de guerre sur le front de l'est pour la BBC, suggère que les bombardements nucléaires sur le Japon ont principalement servi à faire la démonstration de cette nouvelle arme, de la manière la plus choquante et pratiquement aux portes de la Russie, de manière à préparer le terrain politique de l'après-guerre.

### Le programme d'armements nucléaires japonais
Au cours de la guerre et en particulier en 1945, les Alliés n'avaient que très peu d'informations sur l'état du programme japonais d'armements nucléaires. Les États-Unis savaient que le Japon avait fait une demande de matériel auprès de ses alliés allemands, et que 560 kg (1 230 livres) d'oxyde d'uranium brut avaient été expédiés au Japon en avril 1945 à bord du sous-marin U-234, lequel s'était rendu aux forces américaines de l'Atlantique à la suite de la reddition de l'Allemagne. L'oxyde d'uranium portait la mention « U-235 », ce qui avait pu être une erreur d'étiquetage et ses caractéristiques précises restent inconnues. Certaines sources pensent qu'il ne s'agissait pas de matériau destiné à des armes, et qu'il était destiné à servir de catalyseur dans la production de méthanol synthétique utilisé dans le carburant d'avions,.

### Fondamentalement immoral
Le journal du Vatican, L'Osservatore Romano, a exprimé des regrets en août 1945 que les inventeurs de la bombe n'aient pas détruit l'arme pour le bénéfice de l'humanité. Le Révérend Cuthbert Thicknesse, le Doyen de St Albans, a interdit l'utilisation de l'Abbaye de St Albans pour un service d'action de grâces à la fin de la guerre, qualifiant l'utilisation des armes atomiques de "massacre indiscriminé à grande échelle". En 1946, un rapport du Conseil fédéral des Églises, intitulé Atomic Warfare and the Christian Faith, contient le passage suivant :

« En tant que chrétiens américains, nous sommes profondément repentants de l'utilisation irresponsable déjà faite de la bombe atomique. Nous sommes d'accord pour dire que, quelle que soit l'opinion de chacun sur la guerre en principe, les bombardements surprises d'Hiroshima et de Nagasaki sont moralement indéfendables,. »

Le chapelain des bombardiers, le Père George Benedict Zabelka, renierait plus tard les bombardements après avoir visité Nagasaki avec deux autres chapelains.
En 2020, Pape François, lors de sa visite à Hiroshima, déclara ce qui suit, :

« L'utilisation de l'énergie atomique à des fins de guerre est immorale, tout comme la possession d'armes nucléaires est immorale. »

« Il n'a jamais été aussi clair que, pour que la paix prospère, tous les peuples doivent déposer les armes de guerre, et en particulier les armes les plus puissantes et destructrices : les armes nucléaires qui peuvent paralyser et détruire des villes entières, des pays entiers. »

Terumi Tanaka, de l'organisation des survivants de la bombe atomique Nihon Hidankyo, déclara ce qui suit, :

« De tels actes inhumains et immoraux ne doivent jamais être permis. Il est inacceptable d'utiliser des armes nucléaires au nom de la "sécurité nationale". Aucun État n'est en sécurité si une arme nucléaire est utilisée, même pour protéger la survie d'un État. La dissuasion nucléaire, qui permet l'existence des armes nucléaires en supposant leur usage possible, va totalement à l'encontre de l'humanité. L'expérience des Hibakusha doit être le point de départ lorsque nous discutons de l'impact humanitaire des armes nucléaires. »

« Nous aimerions définitivement des excuses pour les personnes qui ont perdu la vie, ceux qui ont perdu des proches, des parents qui ont perdu leurs enfants. »

Nihon Hidankyo a reçu le Prix Nobel de la paix 2024, et Terumi Tanaka a servi de représentant lors de la cérémonie du Prix Nobel,.

### Le bombardement de Nagasaki n'était pas nécessaire
Le second bombardement atomique, sur Nagasaki, a eu lieu trois jours seulement après le bombardement d'Hiroshima, alors que les Japonais n'avaient pas encore pris complètement la mesure de la dévastation d'Hiroshima. Le manque de délai entre les bombardements a amené certains historiens à déclarer que le second bombardement n'était « certainement pas nécessaire », « au mieux gratuit, et au pire, génocidaire », et ne ressortant pas du jus in bello (droit de la guerre).
Pour répondre à l'argument selon lequel le bombardement nucléaire de Nagasaki n'était pas nécessaire, Maddox a écrit :
« Certains historiens ont avancé qu'alors que la première bombe aurait pu être nécessaire pour assurer la reddition du Japon, le lancement de la seconde était barbare et inutile. Toutefois, les archives montrent le contraire. Les responsables américains croyaient que plus d'une bombe serait nécessaire car ils pensaient que les tenants de la ligne dure au Japon minimiseraient la première explosion ou qu'ils tenteraient de l'expliquer par une sorte de catastrophe naturelle - ce qui est exactement ce qu'ils firent. Au cours des trois jours entre les bombardements, le ministre japonais de la guerre, par exemple, a même refusé d'admettre que la bombe d'Hiroshima avait été atomique. Quelques heures après Nagasaki, il déclara au Cabinet : « il semble que les Américains aient une centaine de bombes atomiques... ils pourraient en lâcher trois par jour. La prochaine cible pourrait tout aussi bien être Tokyo. » »
Jérôme Hagen indique que le rapport modifié par le ministre de la guerre Anami était en partie fondé sur l'interrogatoire de Marcus McDilda, un pilote américain capturé. Sous la torture, McDilda a déclaré que les Américains avaient cent bombes atomiques, et que Tokyo et Kyoto seraient les prochaines cibles des bombes atomiques. C'étaient deux mensonges ; McDilda n'était ni impliqué ni informé du projet Manhattan, et il a simplement dit ce que les Japonais voulaient entendre.
Un jour avant le bombardement de Nagasaki, l'Empereur a informé le ministre des affaires étrangères Shigenori Tōgō de son souhait de « garantir la fin rapide des hostilités ». Tōgō a écrit dans ses mémoires que l'Empereur « [le] prévint que puisque nous ne pouvions plus continuer le combat, maintenant qu'une arme d'une telle puissance de dévastation était utilisée contre nous, nous ne devions pas laisser passer l'opportunité [de mettre un terme à la guerre] en lançant des tentatives pour chercher des conditions plus favorables ». L'Empereur demanda ensuite à Tōgō de transmettre son souhait au premier ministre.

### Déshumanisation
L'historien James J. Weingartner voit un lien entre la mutilation par les Américains des soldats japonais décédés et les bombardements. D'après Weingartner, ils ont été tous deux en partie le résultat de la déshumanisation de l'ennemi. « L'image répandue des Japonais comme sous-humains a constitué un contexte émotionnel qui a fourni une justification supplémentaire à des décisions qui ont conduit à la mort de centaines de milliers de personnes. » Le deuxième jour suivant le bombardement de Nagasaki, le président Truman avait déclaré que : « Le seul langage qu'ils semblent comprendre, c'est celui que nous avons utilisé pour les bombarder. Quand on a affaire à un animal, il faut le traiter comme un animal. C'est tout à fait regrettable, mais cela n'en reste pas moins la vérité. »

### Intimider les Soviétiques
En 2003, Nelson Mandela, qui s'opposait à l'Apartheid en Afrique du Sud, a déclaré ce qui suit à propos des bombardements d'Hiroshima et de Nagasaki.
« Il y a 57 ans, alors que le Japon battait en retraite sur tous les fronts, ils (les États-Unis) ont décidé de larguer la bombe atomique sur Hiroshima et Nagasaki. Ils ont tué beaucoup de gens innocents, qui souffrent encore des effets de ces bombes. Ces bombes n'étaient pas destinées aux Japonais. Elles visaient l'Union soviétique. Pour dire : "Regardez, voici la puissance que nous possédons. Si vous osez vous opposer à ce que nous faisons, voici ce qui vous arrivera." Parce qu'ils sont si arrogants, ils ont décidé de tuer des innocents au Japon, qui souffrent encore de cela. »
Cette déclaration a été faite alors que la guerre d'Irak était en discussion. Mandela a également déclaré que l'Amérique a commis des atrocités indicibles et est un pays qui ne se soucie pas des êtres humains.

### Impact négatif sur la stratégie militaire américaine
L'écrivain et économiste français Frédéric Saint Clair a souligné que les bombardements atomiques d'Hiroshima et de Nagasaki se sont inscrits dans la stratégie militaire américaine comme une « expérience réussie », poussant les États-Unis à agir sur la base de l'hypothèse erronée selon laquelle « soumettre l'ennemi par la force » serait efficace dans les guerres ultérieures — comme la guerre du Viêt Nam et la guerre d'Irak — entraînant ainsi des conséquences négatives à long terme.
« Les journées des 6,9 et 10 août 1945 militent en faveur de cette thèse que les militaristes américains ont gardée en mémoire, et qu'ils réactualisent au fil des décennies. Les contre-exemples ont été nombreux cependant. Le désastre de la Baie des cochons en 1961. Le retentissant fiasco du Vietnam, de 1955 à 1975. L'interminable guerre afghane déclenchée à la suite des événements du 11 septembre 2001. L'échec de la guerre d'Irak menée à partir de 2003 malgré la «victoire» des USA et la chute du dictateur, si l'on en juge par le chaos qui règne depuis dans cette zone. Liste non exhaustive... »
Ce fut également l’historien américain de l’époque moderne du Japon, John Dower, qui souligna que la présentation positive par les États-Unis de leur occupation du Japon et des bombardements atomiques eut par la suite des conséquences négatives. Il soutint que le Japon se serait probablement rendu même sans une invasion américaine — à condition que les États-Unis aient accepté la continuation de l’existence de l’empereur, ce qu’ils firent finalement.
Dower critiqua également l’administration Bush pour avoir présenté le Japon comme un cas réussi de démocratisation dans un contexte non occidental. Il souligna que cela ignorait non seulement les débats en cours et souvent controversés au Japon sur la période d’occupation, mais ne reconnaissait pas non plus les grandes différences entre le Japon et l’Irak. Malgré ces différences, l’administration tenta d’utiliser le Japon comme cas modèle.
À titre d’exemple, Dower nota que le Japon avait déjà connu des développements démocratiques, comme la promulgation de la constitution Meiji après la Restauration de Meiji et la Démocratie Taishō. Il mit aussi en avant l’isolement géographique du Japon en tant que nation insulaire, sa longue histoire d’identité partagée, et l’absence relative de divisions sociétales profondes fondées sur la religion ou l’ethnie.
Cette tendance s’est poursuivie jusqu’en 2024, Lindsey Graham affirmant que puisque les États-Unis ont largué deux bombes atomiques sur le Japon à la fin de la Seconde Guerre mondiale, Israël devrait aussi utiliser toutes sortes de bombes dans la bande de Gaza. Alex Lo, un chroniqueur basé à Hong Kong, a écrit que l’élite dirigeante américaine devient instable, évoquant un crime de guerre ou un génocide américain après l’autre pour justifier le génocide israélien.

### Commission des victimes de la bombe atomique (ABCC)
L'Atomic Bomb Casualty Commission (ABCC) est une commission créée en 1946 conformément à une directive présidentielle de Harry S. Truman. Le seul objectif de l'organisation était de mener des recherches sur les survivants de la bombe atomique, parce qu'ils pensaient "qu'ils ne pourraient plus être proposés avant une nouvelle guerre mondiale",.Cette organisation a donc étudié la santé des Hibakusha, mais ne les a pas soignés du tout. C'est pourquoi elle a été critiquée par les Hibakusha comme étant expérimentale sur le corps humain,,.
La commission sur les victimes de la bombe atomique s'est également penchée sur la région de Nishiyama à Nagasaki. La région de Nishiyama à Nagasaki était située dans les montagnes et, bien qu'elle n'ait pas été endommagée par l'explosion de la bombe atomique, il s'agissait d'une zone où le corps humain était exposé aux radiations. C'est pourquoi des enquêtes sanitaires ont été menées après la guerre sans que la population ne soit informée de leur objectif. Initialement, la zone de Nishiyama a été étudiée par l'armée américaine, mais elle a ensuite été confiée à l'ABCC.
Les habitants de la région de Nishiyama ont montré une augmentation significative du nombre de globules blancs quelques mois après les bombardements atomiques. Chez les animaux, la leucémie peut se développer après une exposition du corps entier, il est donc particulièrement intéressant de voir ce qui se passe chez l'homme, et l'ostéosarcome a également été identifié chez l'homme après l'ingestion orale de matériaux radioactifs,.
Dans ces conditions, les habitants de la région de Nishiyama, qui n'ont pas été directement touchés par les bombardements atomiques, constituent une population idéale pour observer les effets des radiations résiduelles,.
Les États-Unis ont poursuivi leurs recherches sur les radiations résiduelles après l'indépendance du Japon, mais les résultats n'ont jamais été communiqués aux habitants de la région de Nishiyama.
En conséquence, les gens ont continué à cultiver après la Seconde Guerre mondiale, et le nombre de cas de leucémie a augmenté, entraînant des décès.
Après les bombardements atomiques, les médecins japonais ont voulu connaître et étudier les dommages réels et mener des recherches pour aider à guérir les hibakusha, mais le GHQ n'a pas autorisé les Japonais à mener des recherches sur l'état actuel des dommages causés par la bombe A. Les règlements jusqu'en 1946 étaient particulièrement stricts, ce qui a entraîné un plus grand nombre de décès dus aux radiations. En particulier, les réglementations en vigueur jusqu'en 1946 étaient strictes, ce qui a entraîné une augmentation du nombre de décès dus aux radiations.
Lorsqu'un hibakusha coréen Zainichi a conçu des enfants jumeaux mais est décédé peu après, l'ABCC a parfois même tenté de récupérer les corps des enfants décédés. Lorsque les Hibakusha refusaient de se soumettre à des examens médicaux de routine, l'ABCC les menaçait de les traduire en cour martiale pour crimes de guerre. En outre, lorsque les Hibakusha mouraient, l'ABCC se rendait en personne à leur domicile et prélevait leurs corps pour les autopsier. On pense qu'au moins 1 500 organes ont été envoyés à l'Institut de pathologie des forces armées américaines à Washington.

## Les bombardements atomiques dans le cadre du droit international
À l'époque des bombardements atomiques, il n'y avait aucun traité international ni instrument protégeant spécifiquement une population civile d'attaques aériennes. De nombreux détracteurs des bombardements atomiques désignent les conventions de La Haye de 1899 et 1907 comme ayant mis en place les règles relatives à l'attaque de populations civiles. Les conventions de La Haye ne contiennent aucune disposition spécifique à la guerre aérienne, mais elles interdisent que soient visés des civils sans défense par l'artillerie navale, l'artillerie terrestre ou des armes de siège - ces trois éléments étant classés comme « bombardements ». Toutefois, les conventions autorisaient que soient visés des établissements militaires urbains, y compris des dépôts de munitions, des usines et des ateliers qui auraient pu servir à l'effort de guerre. Cet ensemble de règles n'a pas été suivi lors de la première guerre mondiale, lors de laquelle des bombes ont été lâchées de manière indiscriminée sur des villes par des zeppelins ou des bombardiers. Par la suite, une autre série de rencontres se sont tenues à La Haye en 1922-1923, mais aucun accord contraignant n'a été conclu quant à la guerre aérienne. Au cours des années 1930 et 1940, les bombardements aériens de villes ont repris, notamment ceux de la légion allemande « Condor » contre les villes de Guernica et Durango, en Espagne, en 1937, lors de la guerre civile espagnole. Ceci a conduit à une escalade dans le bombardement de nombreuses villes, comme Chongqing, Varsovie, Rotterdam, Londres, Coventry, Hambourg, Dresde et Tokyo. Tous les principaux belligérants de la seconde guerre mondiale ont lancé des bombes sur des civils habitant des villes.
Le débat actuel sur l'applicabilité des conventions de La Haye à propos des bombardements atomiques d'Hiroshima et Nagasaki tournent autour du fait de savoir si les conventions peuvent couvrir des modalités de combat qui étaient inconnues à l'époque de leur rédaction, si les règles des bombardements d'artillerie peuvent s'appliquer au bombardement aérien. Le débat achoppe également sur le degré d'observation des conventions de La Haye par les belligérants.
Si les conventions de La Haye sont reconnues comme applicables, la question essentielle devient celle de savoir si les villes bombardées répondent ou non à la définition de « sans défense ». Certains observateurs considèrent Hiroshima et Nagasaki comme « sans défense », certains disent que les deux villes étaient des cibles militaires légitimes, et d'autres encore qu'Hiroshima pouvait être considéré comme une cible militaire alors que Nagasaki était sans défense en comparaison. On a dit qu'Hiroshima n'était pas une cible légitime parce que les principaux complexes industriels se trouvaient juste à l'extérieur de la zone visée. Il a également été avancé qu'il s'agissait d'une cible légitime car Hiroshima était le quartier général régional de la seconde armée et de la cinquième division, avec 40 000 membres du personnel militaire stationnés dans la ville. Les deux villes étaient protégées par des batteries anti-aériennes, ce qui est un argument allant à l'encontre de la définition de « sans défense ».
Les conventions de La Haye prohibent l'usage d'armes empoisonnées. La radioactivité des bombes atomiques a été décrite comme toxique, spécialement lorsqu'elle se répand sous forme de retombées radioactives, qui tuent plus lentement,,. Toutefois, cette opinion a été rejetée par la Cour Internationale de Justice en 1996, lorsqu'elle a déclaré que l'objectif premier et exclusif de l'usage d'armes nucléaires (aériennes) n'est pas d'empoisonner ni d'asphyxier, et que par conséquent elles ne sont pas interdites par le protocole de Genève,,.
Les conventions de La Haye interdisent également l'usage « d'armes, projectiles, ou matériaux conçus pour provoquer des souffrances inutiles ». Le gouvernement japonais a mentionné cette interdiction le 10 août 1945, après avoir soumis une lettre de protestation aux États-Unis, dénonçant l'usage de bombes atomiques. Toutefois, cette interdiction ne s'appliquait qu'à des armes telles que des lances à harpon, à des balles à structure non uniforme, à des projectiles remplis de verre, à l'usage sur les balles de toute substance qui conduirait à enflammer inutilement les blessures qu'elles infligent, et au fait d'entailler la surface ou la partie tendre des balles qui dépassent de l'étui. Elle ne s'appliquait pas à l'usage des explosifs contenus dans les projectiles d'artillerie, les mines, les torpilles aériennes ou les grenades. En 1962 et 1963, le gouvernement japonais a retiré ses déclarations antérieures en déclarant que le droit international n'interdisait pas l'utilisation de bombes atomiques.
Les conventions de La Haye déclaraient que les bâtiments religieux, les sites artistiques et scientifiques, les organismes caritatifs, les hôpitaux et les monuments historiques devaient être épargnés autant que possible lors d'un bombardement, à moins qu'ils ne soient utilisés à des fins militaires. Les opposants aux bombardements atomiques signalent que de nombreuses structures de ce type ont été détruites à Hiroshima et Nagasaki. Cependant, les Conventions de La Haye déclaraient également que pour que la destruction de la propriété de l'ennemi soit justifiée, elle devait être « impérativement exigée par les nécessités de la guerre ». Du fait du manque de précision des bombardiers lourds de la seconde guerre mondiale, viser les sites militaires d'une ville sans endommager les cibles civiles était peu réalisable,,.
Même après que les bombes atomiques aient été larguées sur le Japon, aucun traité international interdisant ou condamnant les attaques nucléaires n'a jamais été ratifié. Le document qui s'en rapprocherait le plus est une résolution de l'Assemblée générale des Nations unies qui déclare que les attaques nucléaires contreviennent à la Charte des Nations unies, et qui a été adoptée en 1953 avec un vote de 25 voix pour, 20 contre et 26 abstentions.

## Controverse sur l'impact des bombardements sur la reddition
Sur la question de savoir quel rôle les bombardements ont joué dans la reddition du Japon, il y a plusieurs options, allant des bombardements comme facteur décisif, aux bombes comme facteur mineur, en passant par l'idée selon laquelle la question serait complètement indécidable.
Que les bombardements aient été un facteur décisif mettant fin à la guerre a été la position généralement acceptée aux États-Unis de 1945 aux années 1960, et elle est désignée par certains comme l'opinion « traditionaliste » ou péjorativement, comme « le patriotisme orthodoxe ».
D'autres avancent que c'est l'invasion soviétique de la Mandchourie qui a été, au contraire, primordiale ou décisive,,,. Aux États-Unis, cette opinion a été notamment soutenue par Robert Pape et Tsuyoshi Hasegawa ; certains ont été convaincus,, d'autres l'ont critiquée,.
Robert Pape soutient aussi que :
« C'est la vulnérabilité militaire et non la vulnérabilité civile qui est à l'origine de la décision japonaise de se rendre. La situation militaire du Japon était si mauvaise que les dirigeants se seraient sûrement rendus avant d'être envahis, et approximativement au même moment, en août 1945, même si les États-Unis n'avaient pas usé de bombardements stratégiques ou atomiques. Plus que les soucis des coûts et des risques pesant sur la population, ou encore la faiblesse militaire globale face aux États-Unis, ce qui a été le facteur décisif a été l'acceptation par les dirigeants japonais que leur stratégie visant à prémunir les territoires les plus importants - les îles centrales - ne pouvait réussir. »
À propos de la reddition, l'entrée en guerre des Soviétiques est considérée chez certains auteurs japonais comme la raison primordiale, ou bien équivalente aux bombardements atomiques à bien des égards, tandis que d'autres, tel que Sadao Asada, accordent la première position aux bombardements atomiques, et tout particulièrement à leur impact sur l'Empereur. L'aspect primordial de l'arrivée des Soviétiques dans les causes de la reddition est une opinion ancienne parmi certains historiens japonais, et cet argument est apparu dans certains manuels de collège japonais.
L'argument portant sur le rôle des Soviétiques dans la reddition japonaise est lié à l'argument sur le rôle des Soviétiques par rapport à la décision américaine de lancer la bombe atomique : tous deux mettent l'accent sur l'importance de l'Union soviétique. Tandis que le premier avance que le Japon s'est rendu aux États-Unis par crainte de l'Union soviétique, le second avance que les États-Unis ont lancé la bombe pour intimider l'Union soviétique.
D'autres encore ont avancé que le Japon, épuisé par la guerre, se serait rendu de toute façon en raison de l'effondrement de l'économie, de la pénurie de soldats, de vivres et de matériaux industriels, de la menace d'une révolution intérieure, et des discussions à propos de la reddition qui remontaient au début de l'année 1945. Mais d'autres pensent que c'est peu probable, avançant que le Japon aurait probablement pu, ou aurait très certainement été amené à mettre en place une résistance acharnée. D'après Tsuyoshi Hasegawa le Japon devait capituler avant le 1er novembre 1945.
L'historien japonais Sadao Asada pense que la décision finale de reddition a été une décision personnelle de l'Empereur, influencée par les bombardements atomiques.

## La dissuasion nucléaire des États-Unis face à l'URSS
Un argument supplémentaire, développé sous la dénomination de « diplomatie nucléaire » et présenté en 1965 dans un ouvrage de Gar Alperovitz portant ce titre, est de dire que les bombardements ont eu comme objectif principal d'intimider l'Union soviétique, et ont ouvert les hostilités de la guerre froide. Suivant cette thèse, certains ont dit que les États-Unis faisaient la course contre l'Union soviétique et espéraient lancer les bombes et recevoir la capitulation japonaise avant l'entrée des Soviétiques dans la guerre du Pacifique. Toutefois, lors de la conférence de Yalta, l'Union soviétique, les États-Unis et la Grande-Bretagne étaient parvenus à un accord sur le moment auquel l'Union soviétique devait rejoindre la guerre contre le Japon, et sur la manière dont le territoire japonais devait être divisé à la fin de la guerre.
D'autres auteurs pensent que de telles considérations n'ont joué qu'un rôle mineur, voire aucun rôle, les États-Unis étant plutôt préoccupés par la défaite du Japon, et que les États-Unis désiraient et appréciaient l'entrée des Soviétiques dans la guerre du Pacifique dans la mesure où elle hâtait la reddition japonaise. Dans ses mémoires, Truman a écrit :
« Il y avait bien des raisons à mon déplacement à Potsdam, mais le plus urgent, de mon point de vue, était d'obtenir de Staline qu'il réitère personnellement l'engagement que la Russie allait entrer en guerre contre le Japon - une question que nos chefs militaires avaient particulièrement hâte de régler. C'est ce que je suis parvenu à obtenir de Staline dans les tout premiers jours de la conférence. »
Campbell Vraig et Frederik Logevall pensent que les bombes ont été lancées pour d'autres raisons :
« La réticence de Truman à retarder le second bombardement mène à reconsidérer le facteur soviétique. Ce que la destruction de Nagasaki avait apporté, c'était la reddition immédiate du Japon, et, pour Truman, cette capitulation sans délai était cruciale afin de prévenir un basculement militaire des Soviétiques vers l'Asie. [...] En résumé, la première bombe a été lancée dès qu'elle a été opérationnelle, et pour la raison déclarée par le gouvernement : hâter la fin de la guerre du Pacifique. Mais dans le cas de la seconde bombe, le timing était crucial. D'une certaine manière, la destruction de Nagasaki - non le bombardement lui-même, mais le fait que Truman ait refusé de le repousser à plus tard - a été le premier acte américain de la guerre froide. »

## Opinion publique

### Aux États-Unis
Le Pew Research Center a mené une enquête en 2015 révélant que 56 % des Américains soutenaient les bombardements atomiques d'Hiroshima et de Nagasaki, tandis que 34 % s'y opposaient. L'étude a mis en lumière l'impact des générations des répondants : le soutien était de 70 % parmi les Américains âgés de 65 ans et plus, mais seulement de 47 % chez les 18-29 ans. Les inclinations politiques ont également influencé les réponses : le soutien était de 74 % chez les Républicains et de 52 % chez les Démocrates.
Des différences apparaissent également selon les groupes ethniques. Selon une enquête de CBS News, 49 % des Américains blancs soutenaient les bombardements atomiques, contre seulement 24 % des Américains non blancs.
Le soutien des Américains aux bombardements a considérablement diminué depuis 1945, lorsqu'un sondage de Gallup montrait 85 % de soutien contre seulement 10 % de désapprobation. Quarante-cinq ans plus tard, en 1990, un autre sondage Gallup a trouvé 53 % de soutien et 41 % d'opposition. Un autre sondage Gallup en 2005 a confirmé les résultats de l'étude du Pew Research Center de 2015, avec 57 % de soutien et 38 % d'opposition. Bien que les données des sondages de Pew Research Center et Gallup montrent une nette baisse du soutien au cours des cinquante dernières années, des politologues de Stanford ont mené des recherches appuyant leur hypothèse selon laquelle le soutien du public américain à l'utilisation de la force nucléaire serait tout aussi élevé aujourd'hui qu'en 1945 si une situation similaire et contemporaine se présentait.
Dans une étude de 2017 menée par les politologues Scott D. Sagan et Benjamin A. Valentino, les répondants ont été interrogés sur leur soutien à l'utilisation de la force atomique dans une situation hypothétique tuant 100 000 civils iraniens contre une invasion qui entraînerait la mort de 20 000 soldats américains. Les résultats ont montré que 59 % des Américains approuveraient une frappe nucléaire dans une telle situation. Cependant, une enquête Pew de 2010 a montré que 64 % des Américains approuvaient la déclaration de Barack Obama selon laquelle les États-Unis s'abstiendraient d'utiliser des armes nucléaires contre des nations qui n'en possèdent pas.

### Dans d'autres pays
Dans une enquête menée en 2015, 79 % des Japonais ont déclaré que les bombardements atomiques ne pouvaient pas être justifiés, tandis que 14 % ont déclaré qu'ils pouvaient l'être,.
Dans une enquête réalisée en 2016, 41 % des Britanniques interrogés ont estimé que les bombardements étaient une mauvaise décision, tandis que 28 % ont pensé que c'était la bonne,.
Du point de vue américain, les bombardements atomiques sont souvent discutés sous l’angle de la réduction des pertes militaires. Alex Wellerstein, historien spécialisé dans le nucléaire au Stevens Institute of Technology, explique que, tandis que les nations envahies par le Japon soutenaient les bombardements atomiques, les Européens ont généralement une opinion plus froide. Ces derniers sont frappés par le fait que la majorité des Américains pensent que les bombardements d’Hiroshima et de Nagasaki étaient justifiés et moralement corrects.
Une enquête internationale menée en 2025 dans six pays occidentaux a révélé d'importantes différences dans les attitudes du public concernant la justification morale des bombardements atomiques d'Hiroshima et de Nagasaki. Dans les pays européens, une majorité de répondants ont jugé ces bombardements moralement injustifiés : 81 % en Allemagne, 78 % en Italie, 75 % en Espagne, 57 % en France et 50 % au Royaume-Uni. En revanche, l’opinion publique aux États-Unis était plus partagée : 38 % estimaient que les bombardements étaient moralement justifiés, 35 % qu’ils ne l’étaient pas, et 26 % étaient incertains. Ces résultats mettent en évidence une divergence persistante entre l'Europe et les États-Unis quant à l'utilisation des armes nucléaires pendant la Seconde Guerre mondiale.
Dans les pays en conflit diplomatique avec les États-Unis, l’opinion est également très négative. En 1959, Che Guevara, lors de sa visite à Hiroshima, a déclaré : « Les Japonais ne se mettent-ils jamais en colère contre les atrocités commises par les États-Unis contre eux ? » Le Guide suprême de l’Iran, Ali Khamenei, a affirmé : « Les États-Unis ont largué une bombe atomique sur la ville d’Hiroshima en août 1945, massacrant instantanément 100 000 personnes. Une armée aussi hégémonique montre clairement que les États-Unis sont moralement corrompus, athées et irréligieux. »
En Corée du Sud, il existe une perception générale selon laquelle les bombardements atomiques ont conduit à l’indépendance. Cependant, la Corée était une colonie japonaise à l’époque, et de nombreux Coréens sont venus au Japon pour travailler comme immigrés ou comme travailleurs forcés pendant la guerre. On estime qu’il y avait des dizaines de milliers de hibakusha coréens victimes des bombes atomiques,. Ces hibakusha coréens ont critiqué à la fois le Japon et les États-Unis. Le président de l'Association des victimes coréennes de la bombe atomique, Jeon Wonsul, a déclaré : « Ce sont les États-Unis qui ont largué la bombe atomique, et le Japon qui a commencé la guerre. Soixante-dix-huit ans ont passé, mais ni les États-Unis ni le Japon n'ont présenté d'excuses ou fait de déclaration à ce sujet. » Les différences d’attitudes envers les bombardements atomiques ont constitué un obstacle à la compréhension entre les Sud-Coréens et les Zainichi Coréens.

## Influence sur les relations internationales actuelles
Les bombardements atomiques d'Hiroshima et de Nagasaki par les États-Unis ont fréquemment été évoqués dans la politique internationale, souvent abordés dans des débats sur la justification de la guerre, la critique des États-Unis et les raisons de l'expansion militaire.

### Russie
Le fait que les États-Unis soient le seul pays à avoir largué une bombe atomique sur une ville est un aspect qui est utilisé à des fins diplomatiques. Lorsque Vladimir Poutine a annexé les oblasts de Donetsk et Luhansk après l'invasion de l'Ukraine, il a déclaré que les États-Unis étaient le seul pays à avoir utilisé des armes nucléaires et avaient créé un « précédent »,. Il a également affirmé que ni le bombardement de l'Allemagne ni le bombardement atomique du Japon n'étaient militairement nécessaires ; le but était d'intimider notre pays et le monde,. Il souhaitait utiliser les bombardements atomiques d'Hiroshima et de Nagasaki comme justification pour l'utilisation possible des armes nucléaires russes dans la guerre en Ukraine.
Cependant, lors du Sommet du G7 à Hiroshima en 2023, le président Zelensky a été invité et la « Vision des leaders du G7 sur le désarmement nucléaire à Hiroshima » a été adoptée,. En 2023 et 2024, les représentants de la Russie et de la Biélorussie n'ont pas été invités à la cérémonie de la paix à Hiroshima,. L'ambassadeur de Russie au Japon, Mikhail Galuzin, a qualifié la réponse de « mesure honteuse » et a déclaré : « Je n'ai aucune idée quel pays a commis le génocide civil horrible en larguant les bombes atomiques ».

### République populaire de Chine
Politiquement, la Chine a fréquemment critiqué les États-Unis pour avoir largué des bombes atomiques sur Hiroshima et Nagasaki. Par exemple, le 12 février 1961, le People's Daily a publié un article intitulé « Entre ‘Héros’ et ‘Fou’, » condamnant cet acte. En 1983, Hu Yaobang, alors le principal dirigeant du Parti communiste chinois, a visité le Japon, et l'une de ses étapes les plus significatives fut Nagasaki. Le mot « paix », écrit par Hu Yaobang, est encore inscrit dans le parc de la paix de Nagasaki. En même temps, certains de ses dirigeants militaires ont déclaré que le Japon avait tendance à respecter les puissants dans les relations internationales, citant les bombardements atomiques par les États-Unis, l'invasion du Manchukuo par l'Union soviétique et la dynastie Tang dans le passé, et que la Chine devrait donc renforcer sa puissance militaire.
Le 5 juillet 2021, le vice-premier ministre japonais Tarō Asō a déclaré que si l'Armée populaire de libération devait envahir Taïwan, le Japon devrait se joindre militairement aux États-Unis. Le 11 juillet, une chaîne de commentaires militaires chinois sur Xigua Video a soutenu que si le Japon intervenait, la Chine devrait faire une exception à sa politique de non-utilisation nucléaire en premier et frapper le pays jusqu'à sa reddition,. Ils affirment qu'en raison de l'expérience unique du Japon, la dissuasion nucléaire serait d'autant plus efficace. La vidéo de Xigua a été retirée, mais elle a été ensuite repostée par un comité municipal du Parti communiste chinois à Baoji,.